# Wallonie
Cet article concerne la région culturelle et historique. Pour la région politique, voir Région wallonne. Pour les autres significations, voir Wallonie (homonymie).
La Wallonie (en wallon : Walonreye ou Waloneye) est une région culturelle occupant le sud de la Belgique. Elle appartient principalement au domaine linguistique roman, par opposition au domaine linguistique germanique du nord. Ce concept de « terre romane » dont le nom a été inventé en 1886, est la base des revendications du Mouvement wallon.
Elle se concrétise politiquement par la création en 1970 de la région de langue française et de la Région wallonne qui deviendra en 1980 l'institution politique gouvernant la Wallonie. Elle a pour capitale Namur.
La Wallonie regroupe des espaces très différents les uns des autres, tant sur le plan géographique que économique et culturel. On distingue notamment le sillon Sambre-et-Meuse, urbanisé et marqué par son passé sidérurgique, des espaces ouverts et agricoles de Hesbaye, ou encore des terres forestières et vallonnées de l’Ardenne et des Hautes-Fagnes.
Le français, largement majoritaire en Wallonie, et l'allemand, parlé principalement dans les cantons de l'Est, sont les deux langues officielles de la Région wallonne.

## Étymologie
Le mot Wallonie vient du terme Wallon, lui-même venant de Walh, un très ancien mot germanique, et donc utilisé par les germains, pour désigner les populations au-delà du Rhin et de la Meuse, en marche gallo-romaine, qu'elles soient celtophones ou romanes.
La première apparition reconnue du mot Wallonie est en 1842 dans l'Essai d'étymologie philosophique d'un philologue et anthropologue namurois, l'abbé Honoré Chavée qui l'utilise pour désigner le monde roman en opposition à l'Allemagne. Son « sens véritable », selon Albert Henry, arrive deux ans plus tard sous la plume de François-Charles-Joseph Grandgagnage qui par ce mot désigne « cette fois, plus ou moins nettement, la partie romane du jeune État unitaire Belgique. »
C'est en 1886 qu'avec l'écrivain et militant wallon Albert Mockel le mot prend « son sens politique d'affirmation culturelle régionale », en opposition au mot Flandre utilisé par le Mouvement flamand.

## Symboles
Les symboles officiels de la Wallonie, en ce compris le drapeau de la Wallonie, sont juridiquement définis par le décret du 23 juillet 1998 déterminant le jour de fête et les emblèmes propres à la Région wallonne ainsi que par le décret du 23 juillet 1998 créant un hymne wallon (Le chant des Wallons).
L’article 2 du décret du 23 juillet 1998 déterminant le jour de fête et les emblèmes propres à la Wallonie prévoit que les armoiries de la Région sont le Coq hardi au combat de gueules sur fond d'or et que le coq hardi des armoiries (tel que dessiné ci-dessous) peut-être isolément utilisé pour représenter la Wallonie.
Le drapeau est composé d'un coq hardi rouge (dont la patte droite est levée et le bec fermé) sur fond jaune, conformément à l’article 4 et à l’annexe du décret.
Le coq hardi représente les origines gallo-romaines des Wallons ainsi que leur adhésion à la culture française et les couleurs jaune et rouge (de Liège) soulignent le rôle important qu’ont joué les Liégeois dans la construction de la conscience wallonne.
Le blason et le drapeau sont inspirés du tableau peint par Pierre Paulus en 1913 commandé par l'Assemblée wallonne à la suite des revendications du Mouvement wallon.
Par ailleurs, en 2015, le Parlement wallon a modifié le décret du 23 juillet 1998 pour y inscrire que « l’emblème floral de la Région wallonne est la gaillarde ou gaillardia, rouge et jaune ».

En 2010, le Gouvernement wallon a décidé d'unifier sa communication visuelle et celle du Service public de Wallonie et des unités d'administration publique liées à la Région pour offrir une cohérence identitaire aux structures de la Wallonie. Cette communication a pour objectif de visualiser facilement les interventions et initiatives de la Région, tant aux niveaux régional, national et international. Dans ce cadre, le Gouvernement a décidé d'utiliser une version simplifiée du coq hardi des armoiries et du drapeau wallons.

Symboles et logotype officiels de la Wallonie
Armoiries  de la Région wallonne : d'or au coq hardi de gueules.
Drapeau de la Région wallonne. Le coq hardi représente les origines gallo-romaines des Wallons[11] ainsi que leur adhésion à la culture française[12] et les couleurs jaune et rouge (de Liège) soulignent le rôle important qu’ont joué les Liégeois dans la construction de la conscience wallonne[13].
Coq hardi rouge figurant sur les armoiries et le drapeau de la Wallonie. Il peut être utilisé isolément pour représenter la Wallonie en application de l'article 2 du décret du 23 juillet 1998.
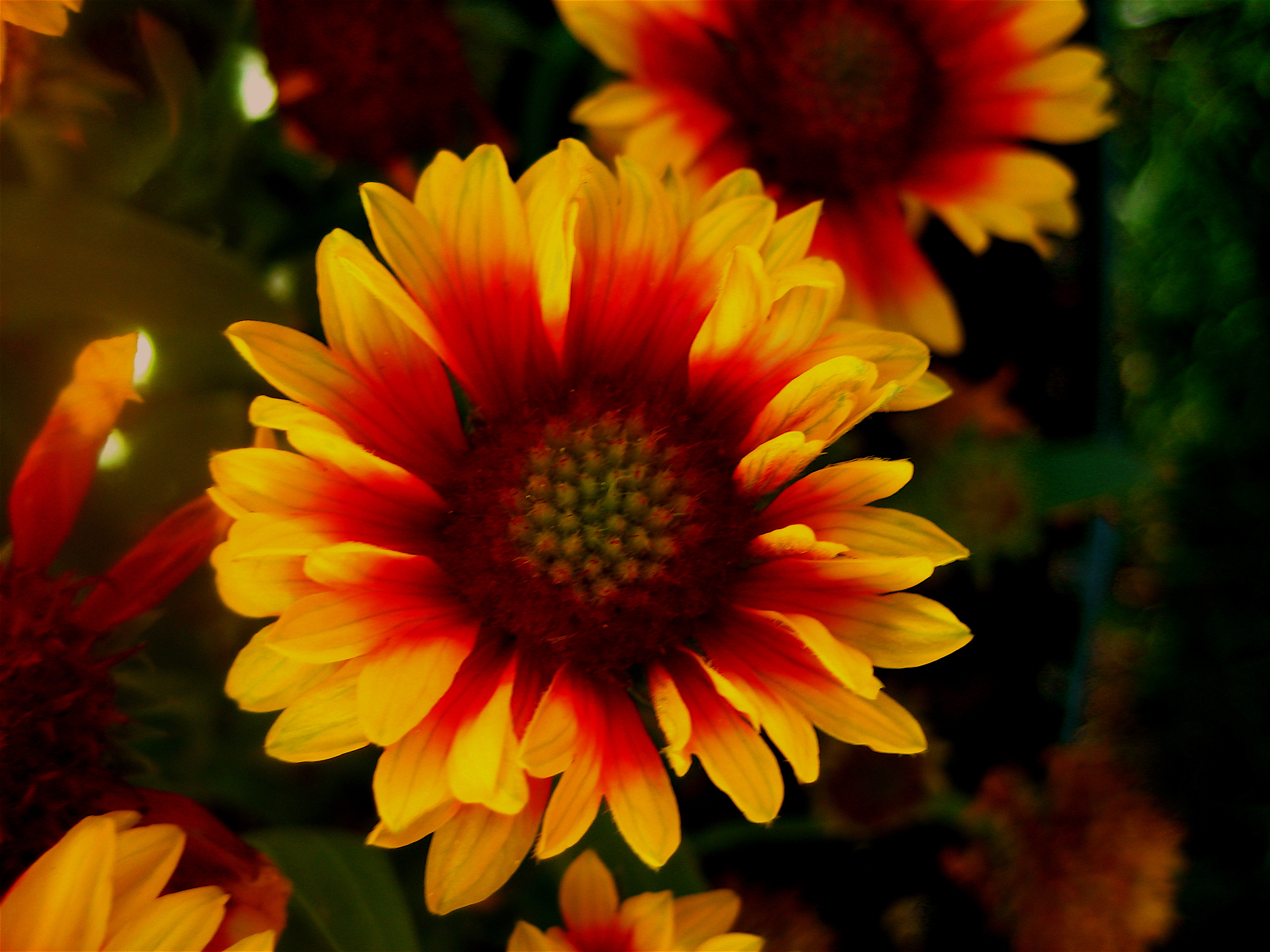
La gaillarde est le symbole floral de la Wallonie, en référence à ses couleurs jaune et rouge qui coïncident avec celles du drapeau wallon.

## Géographie

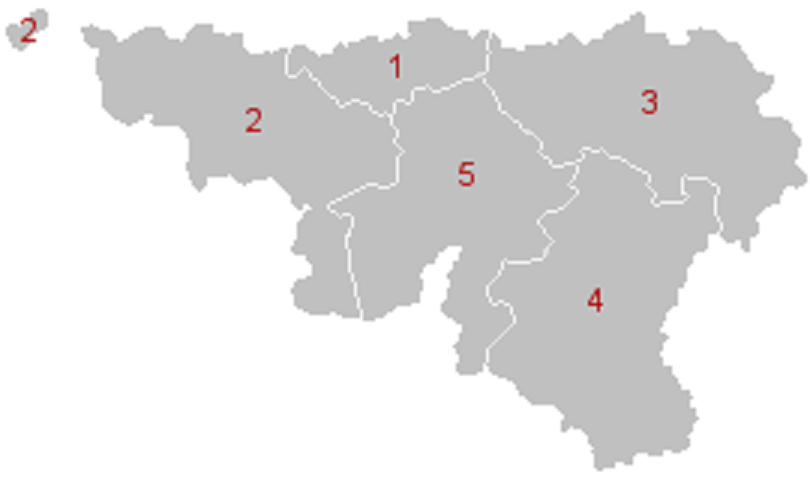
Les provinces wallonnes :
1 : Brabant wallon, 2 : Hainaut, 3 : Liège,
4 : Luxembourg, 5 : Namur

Le territoire wallon est constitué des provinces suivantes : le Brabant wallon, le Hainaut, Liège, le Luxembourg et Namur.
En superficie, la plus grande est la province de Luxembourg qui est également la moins peuplée des cinq avec 4 440 km2 pour 286 571 habitants, soit une densité de population de 64,54 habitants au km² et la plus petite province est celle du Brabant wallon avec 1 090 km2, où l'on dénombre 405 952 habitants soit une densité de population de 372,43 habitants au km². Le Hainaut est la province la plus peuplée avec 1 345 270 habitants, soit une densité de population de 352,74 habitants au km².
Ce territoire de 16 901 km2 est également divisé en 20 arrondissements, eux-mêmes divisés en communes. On compte 261 communes en Wallonie, dont 70 portent le titre de Ville.

### Définition du territoire
Avant le début du XXe siècle, la notion de Wallonie reste fort confuse, il y a des Wallons en Flandre et à Bruxelles aussi bien que sur le territoire de l'actuelle Région wallonne. Il faut attendre la loi Coremans-De Vriendt pour qu'elle prenne forme plus clairement.
Selon l'historien Félix Rousseau, la Wallonie est une terre romane depuis des siècles sous la forme d'une avancée latine au sein de l'Europe germanique. Son livre La Wallonie, terre romane commence ainsi :
« Depuis des siècles, la terre des Wallons est une terre romane et n'a cessé de l'être. Voilà le fait capital de l'histoire des Wallons qui explique leur façon de penser, de sentir, de croire. D'autre part, dans l'ensemble du monde roman, la terre des Wallons, coincée entre des territoires germaniques, occupe une position spéciale, une position d'avant-garde. En effet, une frontière de près de trois cents kilomètres sépare ces extremi Latini des Flamands au Nord, des Allemands à l'Est. »
 Il en est de même pour la définition d'Albert Henry qui a étudié l'histoire du terme dans son livre Histoire des mots Wallon et Wallonie.
Philippe Destatte la reprend en la situant dans le cadre de la Belgique : « L’analyse du vocable « Wallonie » situe pleinement la région dans l’histoire de l’état belge. Albert Henry définit la Wallonie comme « la Belgique romane au sud de la frontière qui sépare les patois flamands des dialectes romans, de Ploegsteert jusqu’à l’Hertogenwald. »
Avec le projet de loi Gilson de fixation de la frontière linguistique et le transfert des Fourons à la province du Limbourg voté à la Chambre le 31 octobre 1962, le mouvement wallon revendique « le retour des Fourons à Liège » car il considère que ce territoire de Wallonie est occupé depuis par la Flandre. Un des derniers évènements de cette revendication est la proposition de constitution wallonne en 2006 par Jean-Claude Van Cauwenberghe avec un statut birégional pour la commune de Fourons dans l'article 9. L'ancien ministre-président de la Région wallonne avait durant son mandat fait un discours le 9 janvier 2001 décrivant la Wallonie « de Fourons à Mouscron, de Nivelles à Arlon ».
Jean-Claude Van Cauwenberghe défend également dans sa proposition de constitution l'appartenance des communes germanophones à la Wallonie et l'inviolabilité de son territoire. Karl-Heinz Lambertz, alors ministre-président de la Communauté germanophone de Belgique, propose  en 2002 d'organiser un référendum dans la région de langue allemande de Belgique pour une scission éventuelle avec la Région wallonne et un statut de quatrième Région de Belgique. Van Cau refuse d'entrer en discussion sur ces revendications autonomistes avec les « Wallons qui parlent allemand » car sa définition est que « Est wallon tout habitant de Wallonie ». La même définition du territoire wallon et de l'identité wallonne est défendue par d'autres militants wallons comme José Happart mais aussi José Fontaine et son Mouvement du Manifeste Wallon. Maarten Van Ginderachter considère qu'avec cette définition « le principe de citoyenneté est mis sens dessus-dessous, puisque l'individu ne décide pas de son appartenance à telle ou telle communauté, mais c'est le domicile qui détermine la nationalité ».
Le militant wallon et directeur de l'Institut Jules Destrée Philippe Destatte pense également que cette imposition d'identité est de l'autoritarisme, et considère que la Wallonie est la région de langue française parce que les « Germanophones sont dans un processus de 4e région ». D'autres militants wallons également n'incluent pas les communes de langue allemande dans la Wallonie, c'est le cas de François Perin.

### Milieu physique

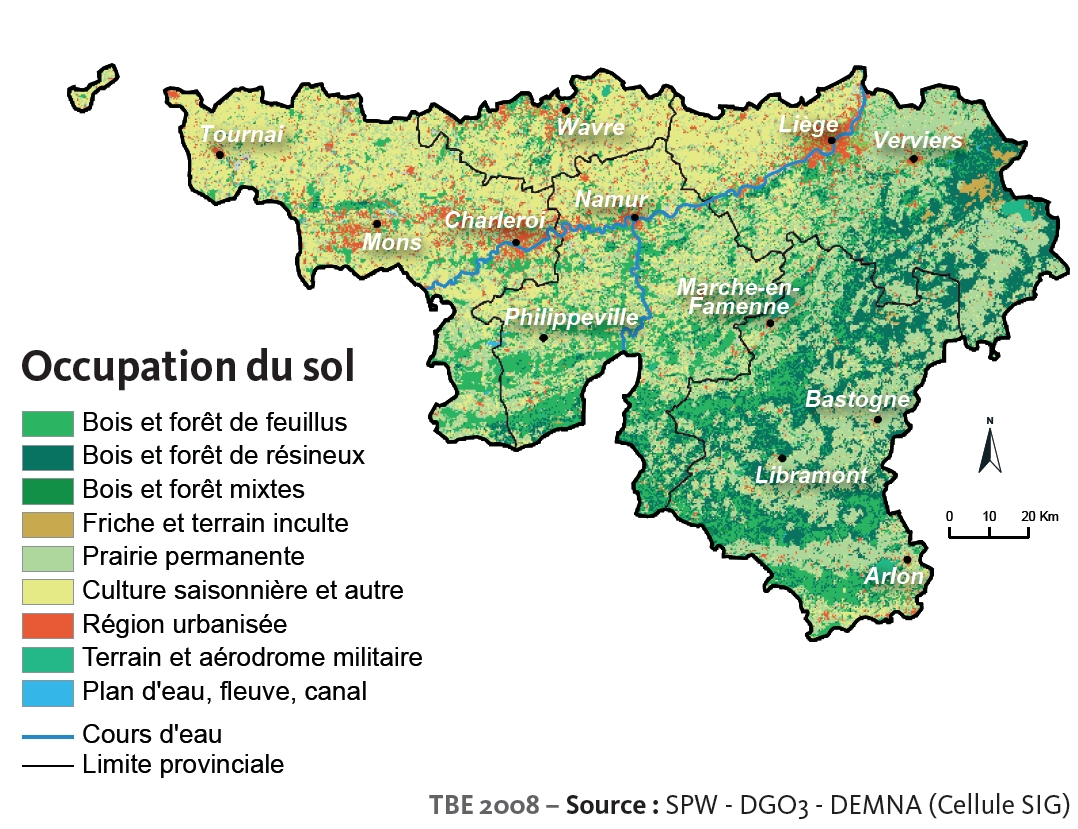
Occupation du sol de la Wallonie

La Wallonie avec ses 16 901 km2 peut se situer approximativement à partir du bassin hydrographique de la Meuse, fleuve européen. À l'exception de la province du Brabant wallon, au sud de Bruxelles, et une grande partie du Hainaut à l'ouest, qui jouxte la France, le reste de la Wallonie — sauf deux ou trois enclaves, notamment du côté du Grand-Duché de Luxembourg — appartient au bassin mosan.
Ce bassin est wallon sur 12 000 de ses 36 000 km2. Le bassin mosan couvre les 3/4 du territoire wallon. La Meuse, par Givet (en France), Dinant, Namur, Huy, Liège, contourne le plissement hercynien qu'est l'Ardenne, au nord de laquelle s'établissent trois des quatre grandes villes wallonnes, Charleroi sur la Sambre, Namur au confluent de la Sambre et de la Meuse et Liège. La quatrième grande ville, Mons, se situe à l'ouest de Charleroi dans la partie hors bassin mosan du Hainaut.
Une grande partie du territoire wallon est occupée par le massif ardennais au cœur de la région naturelle que l'on appelle Ardenne laquelle correspond aux restes d’un ancien massif montagneux qui, à l'origine, avait une altitude comparable à celle des Alpes ; son point culminant est à 694 m au lieu-dit « signal de Botrange ».

### Faune, flore et habitats

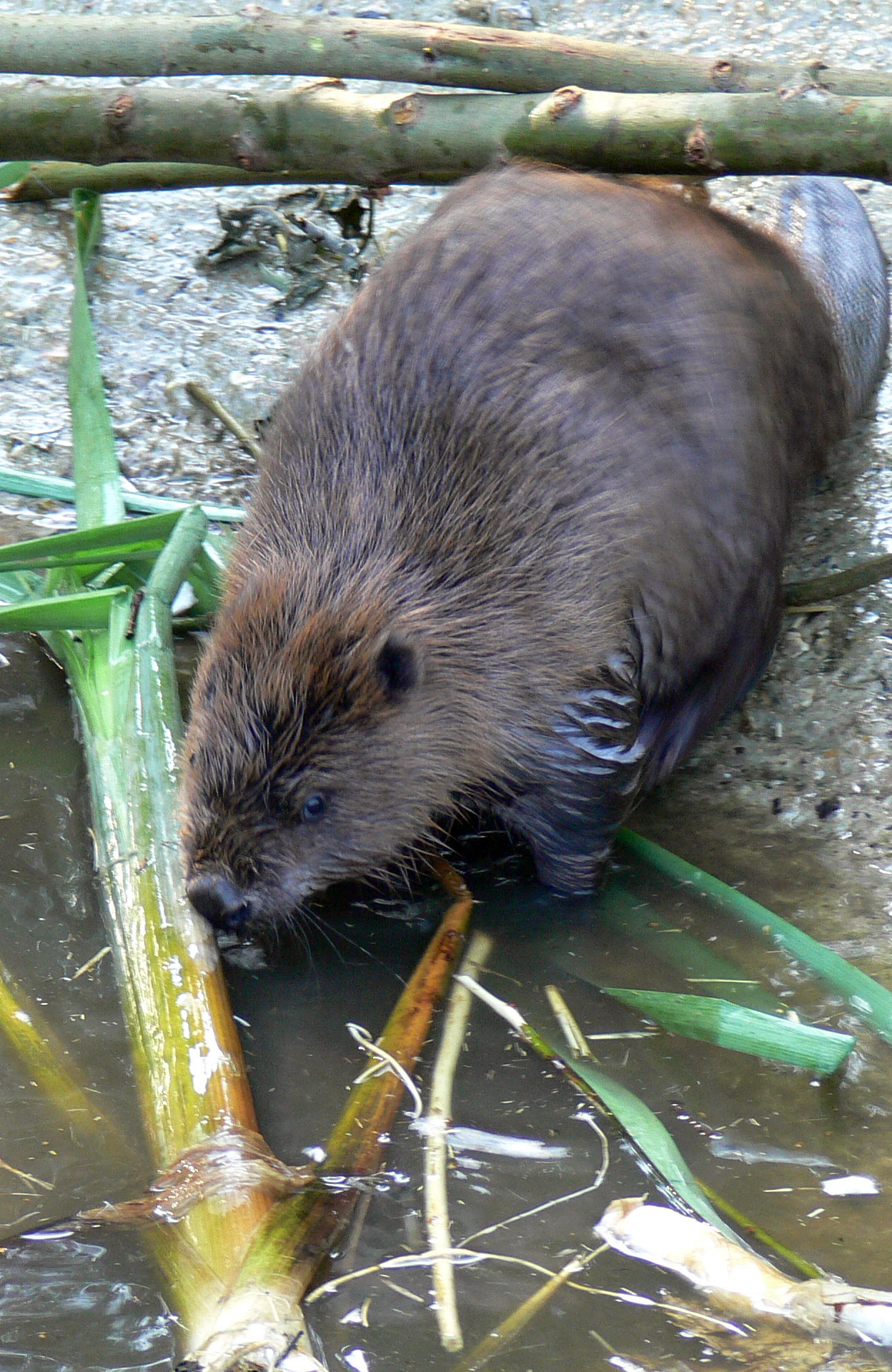
Castor européen

La carte de portance écologique montre un fort gradient avec un niveau d'artificialisation élevé au nord-ouest et un niveau évoluant vers plus de naturalité au fur et à mesure qu'on se rapproche du Sud-est du pays.
Comme dans tout l'ouest de l'Europe densément habitée et cultivée, depuis la révolution industrielle, l'environnement s'est fortement et rapidement dégradé en Wallonie.
Si quelques espèces ont bénéficié de protection et d'améliorations locales de l'environnement (héron cendré, pic noir, cigogne noire, castor européen, ...), de nombreuses espèces autrefois banales (hirondelles, moineaux, tritons, crapauds, grenouilles, papillons) sont en forte régression. Selon le rapport 2006 sur l'état de l’environnement wallon, le bilan ne cesse de s'alourdir, avec, pour plusieurs des principaux groupes biologiques suivis, plus de 40 % des espèces menacées (dont 25 % sont en danger critique ou éteintes). Le Réseau Natura 2000 sélectionné couvre 13 % de la Wallonie. Sa mise en œuvre a pris du retard (en novembre 2008, aucun site ne disposait d'arrêté de désignation, 103 sites étaient en cours de désignation et la désignation des 137 sites restant devait encore débuter). En 2007, près de 300 espèces invasives étaient inventoriées en Wallonie, dont 9 % sont reprises dans la liste noire (espèces ayant un impact environnemental élevé).
L'agriculture intensive couvre un peu moins de la moitié du territoire, mais principalement à l'ouest de la région. Au total 355.000 hectares (47 % de la surface agricole utile) sont des grandes cultures. Le recul des pâtures et l'intensification agricole sont sources d'une augmentation des phénomènes d'érosion du sol, de coulées de boue, d'inondation et en aval de dégradation de l'eau.
La forêt est plus présente qu'en Flandre (67 % de la population wallonne habite à moins de 700 mètres à vol d’oiseau d’un massif de plus de 5 hectares) ; 45 % des Wallons disent s'y promener plus d'une fois l'an. Une étude publiée en 2009 a estimé que les 113 millions de visites annuelles en forêt se chiffrent à 3,386 milliards d’€/an quant aux coûts de déplacement (carburant, pneus, entretien et amortissement). Selon un sondage, le consentement à payer moyen par visite en forêt et par visiteur était en 2009 de 3,82 € pour la population locale et de 5,82 € pour les vacanciers.

### Eau

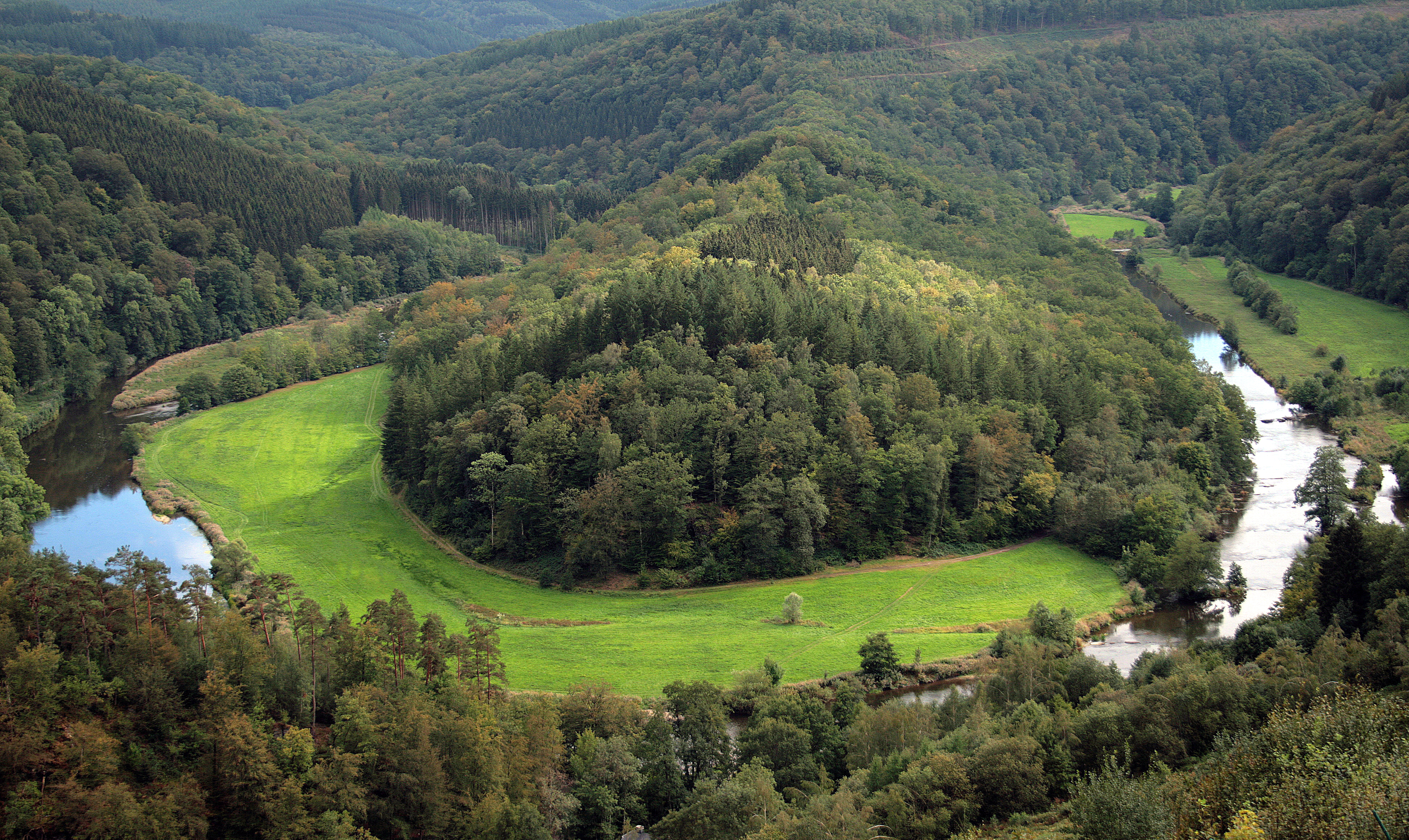
Panorama de Botassart ou Le Tombeau du Géant, le long de la Semois, en Ardenne

La qualité des eaux (en 2007, concernant la pollution organique, l'état d’eutrophisation et les indices de qualité écologique) est généralement mauvaise à moyenne dans le bassin de l’Escaut et moyenne à très bonne dans le bassin de la Meuse. La directive cadre sur l'eau peine également à concrétiser ses objectifs.

### Air et climat
La Wallonie est en bonne voie pour atteindre son objectif fixé par le protocole de Kyoto de réduction 7,5 % de ses émissions de gaz à effet de serre (GES) pour 2012. Les principales sources d'émission de GES en Wallonie sont l'industrie (43 %), le secteur résidentiel (13 %) et les transports routiers (19 %). Alors que les émissions des deux premiers secteurs sont en nette diminution (-30 % et -12 % respectivement), les émissions en GES du transport routier ont augmenté de près de 31 % entre 1990 et 2006.

## Démographie
Elle comptait, au 1er janvier 2025, 3 704 990 habitants, soit une densité de 219,22 habitants/km² pour une superficie de 16 901 km².
Le graphique suivant reprend sa population résidente au 1er janvier de chaque année en milliers d'habitants.

### Répartition de la population de nationalité étrangère en Wallonie
Au 1er janvier 2024, la population de nationalité étrangère en Wallonie se répartissait comme suit :
| Pays  | Pays      | Nombre  | %     |
| ----- | --------- | ------- | ----- |
| 1     | Italie    | 88 888  | 21,95 |
| 2     | France    | 87 287  | 21,56 |
| 3     | Roumanie  | 18 550  | 4,58  |
| 4     | Espagne   | 18 211  | 4,50  |
| 5     | Allemagne | 17 741  | 4,38  |
| 6     | Maroc     | 17 519  | 4,32  |
| 7     | Autre     | 156 692 | 38,70 |
| Total | Total     | 404 888 | 100   |

### Démographie par province
| Province          | Province          | Arrondissements administratifs                              | Population (Janvier 2025) | Superficie | Densité |
| ----------------- | ----------------- | ----------------------------------------------------------- | ------------------------- | ---------- | ------- |
| 1                 | Brabant wallon    | Nivelles                                                    | 415 381                   | 1 097      | 378,65  |
| 2                 | Hainaut           | Ath, Charleroi, La Louvière, Mons, Soignies, Thuin, Tournai | 1 365 328                 | 3 813      | 358,07  |
| 3                 | Liège             | Huy, Liège, Verviers, Waremme                               | 1 122 925                 | 3 857      | 291,14  |
| 4                 | Luxembourg        | Arlon, Bastogne, Marche-en-Famenne, Neufchâteau, Virton     | 296 008                   | 4 459      | 66,38   |
| 5                 | Namur             | Dinant, Namur, Philippeville                                | 505 348                   | 3 675      | 137,51  |
| Total : 3 704 990 | Total : 3 704 990 | Total : 3 704 990                                           | Total : 3 704 990         | 16 901     | 219,22  |

## Histoire
Malgré le fait que « la plupart des historiens [soient] d'accord pour dire que le concept 'Wallonie', dans le sens politique du terme [...] ne se forme qu'au lendemain de la création de la Belgique », les historiens du mouvement wallon comme Jean Pirotte considèrent que la communauté wallonne a le droit de chercher ses racines, y compris dans un passé où elle n'avait pas encore sa dénomination actuelle.
Pour le politologue André Lecours, la Wallonie n'a que peu de signification historique, encore moins que celle de la Flandre tel qu'on l'entend aujourd'hui.

### Des origines à 1830

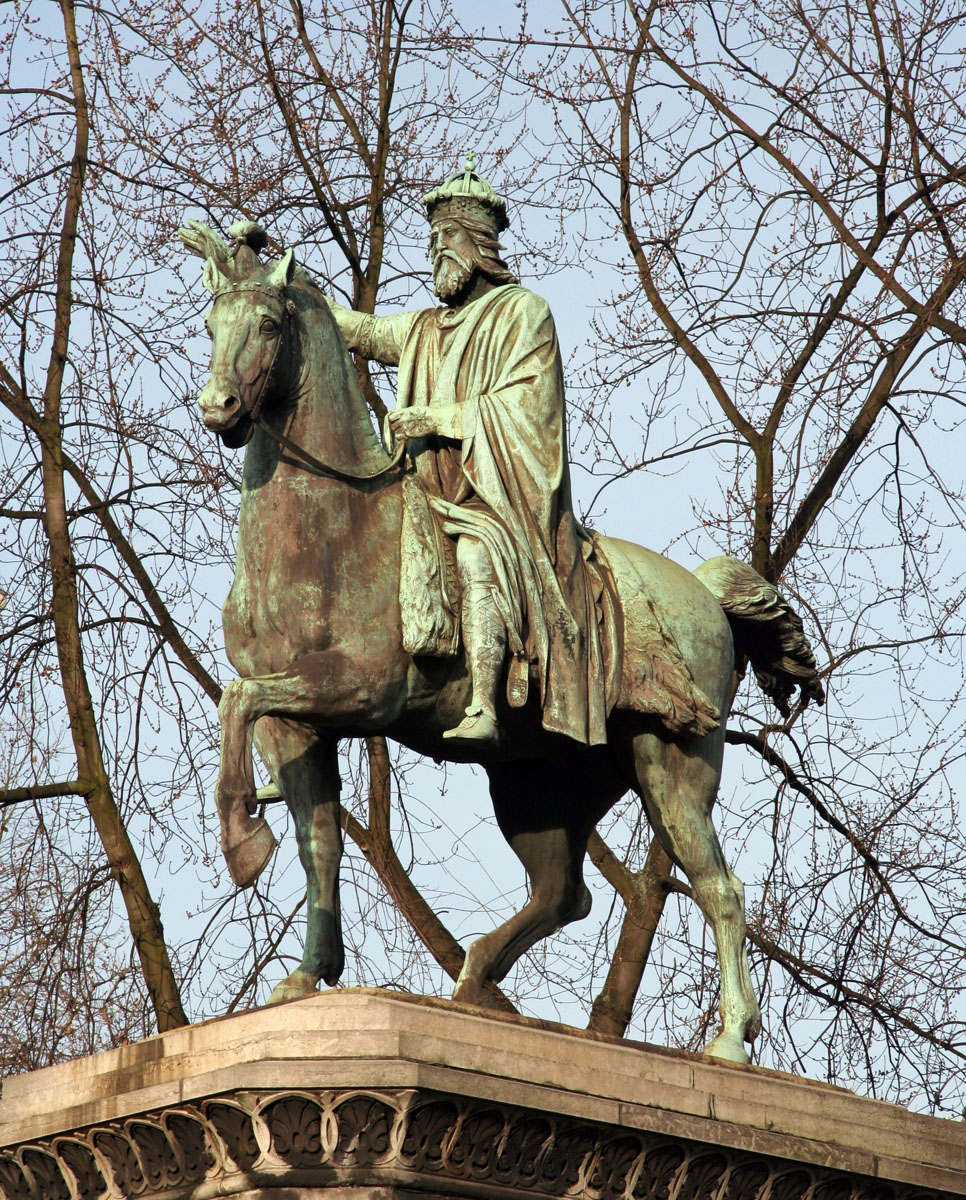
Statue équestre de Charlemagne, Louis Jehotte 1867, à Liège.

On peut parler d'une histoire de la Wallonie avant 1830 (date de fondation de l'État belge), non d'une Wallonie existant depuis des millénaires, mais de l'espace qui-correspond-à-la-Wallonie-d'aujourd'hui. Une série de traits et faits caractérisent ce passé : 
- la conquête de la Gaule par Jules César détermine la romanisation de l'espace correspondant à la Wallonie actuelle, devenue enclave latine dans les pays germaniques au haut Moyen Âge. D'après César, le territoire wallon est peuplé de Belges qualifiés de Germains cisrhénans, à savoir : les Condruses, les Éburons, les Atuatuques, les Caerèses, les Pémanes, les Sègnes et les Nerviens. Vers 50 av. J.-C., création de la Civitas Tungrorum, comme partie de la Gaule belgique dont les limites serviront de base à la création du diocèse de Liège. En -89, la Civitas Tungrorum est intégrée à la province romaine de Germanie inférieure qui fait partie de la préfecture des Gaules ;
- l'intégration du territoire wallon à la Lotharingie en 855, puis le rattachement au Saint-Empire romain germanique en 880. Au cœur de l'Europe, le territoire wallon est le berceau de la dynastie carolingienne. Du XIe au XIIIe siècle, on assiste à l'épanouissement de l’Art mosan, art roman d'influence carolingienne et ottonienne, dans l'ancien diocèse de Liège qui avait de solides liens politiques avec les empereurs du Saint-Empire romain germanique et les évêques de Cologne. Développement des abbayes mosanes et individualisation de la langue wallonne dans les limites de la partie romane du diocèse de Liège. Entre 1417 et 1477, la conquête et l'unification bourguignonne précisent les limites politiques du territoire wallon qui est dans sa quasi-totalité détaché du Saint-Empire romain germanique et intégré dans les possessions des Habsbourg ;
- l'industrialisation précoce, avec l'utilisation de la houille (d'abord du charbon de bois), pour transformer le fer, elle va faire des Wallons des spécialistes de l'industrie : Wallons de Suède, Wallons dans l'industrie allemande, puis le reste du monde... Une histoire des sciences et des techniques en rapport avec cette continuité.

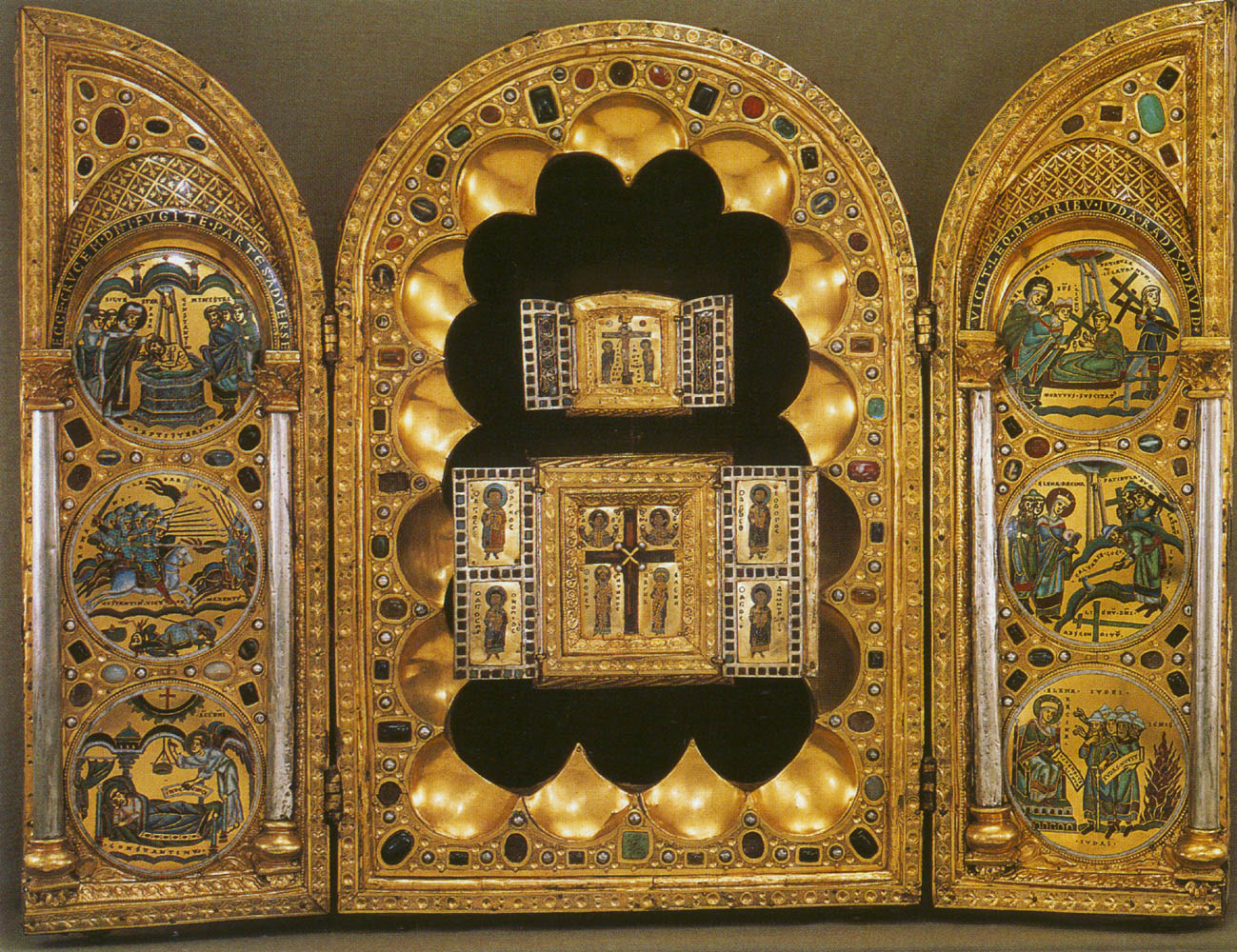
Triptyque de Stavelot, Art mosan, Morgan Library, New York

Artère économique de premier ordre depuis l'Antiquité, la Meuse garda son influence dans les échanges commerciaux noués pendant la période mérovingienne, comme en témoigne la diffusion de techniques et de motifs, attestée dans les fouilles archéologiques. Elle fut aussi la colonne vertébrale de l'évêché de Liège, devenu principauté épiscopale dans la seconde moitié du Moyen Âge. Ainsi l'autorité du Prince-évêque s'étendait-elle sur des faubourgs reliés entre eux par le fleuve : Dinant, Namur, Andenne, Huy. Dans chacune de ces villes, un pont et une église dédiée à Notre-Dame percevaient un droit de passage, alimentant le trésor épiscopal.
Marc Suttor considère que le trafic sur la Meuse se compare avec celui de la Loire, de la Seine et du Rhin, notamment du vin, la principale marchandise transportée sur les grands fleuves européens au Moyen Âge et à la Renaissance, un trafic égal au XVIe siècle à la production bordelaise de vins. Profitant de cet axe commercial, l'orfèvrerie mosane (et notamment la dinanderie, soit le travail du laiton, et le champlevé, soit le travail de l'émail) se développa pendant tout le Moyen Âge. Le Pays mosan, soit la Meuse moyenne de Givet à Liège et le bassin versant de la Meuse en cet endroit, plus quelques régions limitrophes, connaît une activité scientifique et technique exceptionnelle du Moyen Âge au XIXe siècle avant d'entrer avec le reste de la Wallonie dans la Révolution industrielle contemporaine. Quant à l'Art mosan c'est l'art du même pays, de la partie romane du Diocèse de Liège dont les limites déterminent aussi celles du wallon langue régionale principale de la Wallonie.
Philippe Destatte note que Guillaume d'Orange prend un arrêté le 4 juin 1830 confirmant le maintien de l’usage de la langue française dans les provinces de Liège, du Hainaut et de Namur et dans l’arrondissement de Nivelles pour toutes les affaires tant administratives et financières que judiciaires et insiste sur le fait que « L'espace wallon est ainsi bien identifié en droit public même si la frontière de la partie wallonne du Grand-Duché de Luxembourg ne sera délimitée qu'en application du traité du 19 avril 1839. »

### De 1830 à 1914

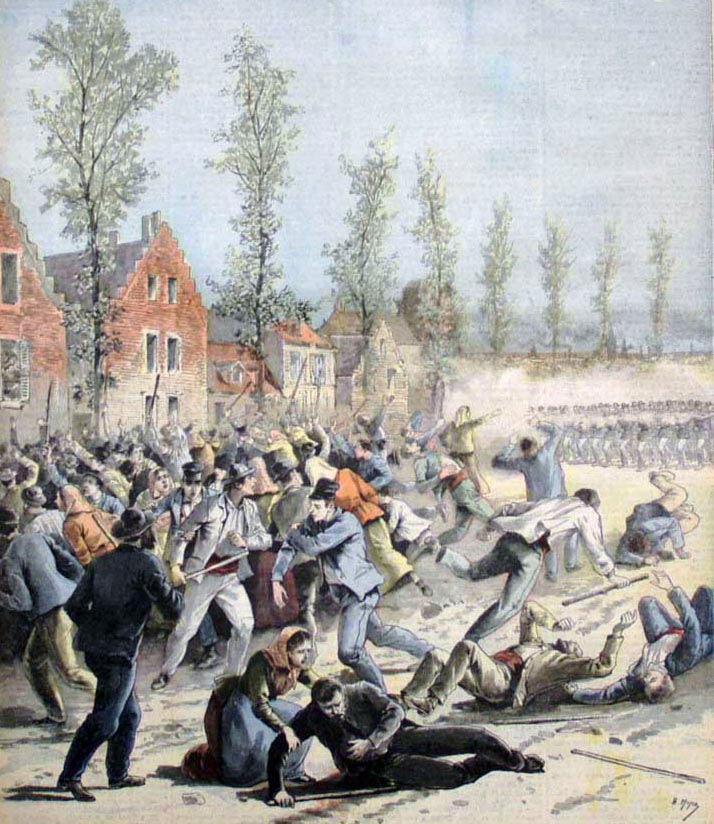
La garde civique ouvre le feu, à la limite de Mons et Jemappes sur une colonne de mineurs venue du Borinage, faisant 7 morts. Peu après le Parlement vote le suffrage universel

1830 prolonge en un sens ce passé, par divers aspects :
- entre 1810 et 1880, la Wallonie est la deuxième puissance industrielle au monde, derrière le Royaume-Uni. Création de grandes sociétés familiales qui finiront par fusionner au sein de Cockerill-Sambre. Le roi Guillaume Ier des Pays-Bas favorise l'installation d'industriels, améliore les voies navigables par le creusement de canaux et fonde l'université de Liège, en 1817. La révolution industrielle en Wallonie est achevée avant la révolution belge de 1830. Elle annonce la vigueur du mouvement ouvrier en Wallonie ;
- cette révolution est assumée (ou confisquée selon le point de vue) par une bourgeoisie francophone qui a fait son unité en 1828 (l' « Union fait la Force » de l'unionisme), contre les Pays-Bas, bien que divisée en catholiques et libéraux. Cette bourgeoisie de Flandre, Bruxelles et Wallonie impose le français tant en Wallonie qu'en Flandre, où il sera rejeté comme langue officielle ;
- un nationalisme flamand naissant, avec l'appui (contraint) des élites politiques et sociales (francophones) de Flandre, réforme progressivement la législation linguistique. Un mouvement wallon naît parce que ces visées aggravent le poids dominant (clérical et conservateur) de la Flandre face à une Wallonie — toujours minoritaire — plus à gauche et plus laïque, la première à réclamer le fédéralisme, avec la Lettre au Roi sur la séparation de la Wallonie et de la Flandre de Jules Destrée (1863–1936). La Première Guerre mondiale redistribue les cartes.

### Depuis 1914
À la fin de la Première Guerre mondiale, la Wallonie est en partie dévastée : villages détruits, installations industrielles pillées et saccagées, production à l’arrêt et chômage massif. Les produits de nécessité comme le lait ou le charbon manquent et les prix explosent. Le cheptel est décimé, les forêts abattues et les voies de communication sont impraticables et rendues dangereuses avec le retour des bandits. Selon Alain Collignon, licencié en Histoire de l’Université de Liège, la Wallonie cherche à punir les collaborateurs économiques et les dénonciateurs, mais il y a peu de collaborateurs politiques : « Le mouvement wallon a été très peu entaché par la collaboration politique, même si les Allemands ont essayé de la favoriser ».
La Wallonie vit quelque temps l'illusion d'une Belgique rassemblée autour d'Albert Ier (1875–1934), puis s'inquiète d'un mouvement flamand sorti renforcé de la guerre. La frontière linguistique en 1932 est un compromis. Mais les griefs wallons s'exacerbent quand Léopold III (1901–1983) pousse à la rupture avec les alliances française et anglaise à une époque où Adolf Hitler ne fait plus mystère de ses intentions.
La Seconde Guerre mondiale va diviser encore plus profondément. Lors de l'attaque allemande en mai 1940, certains régiments flamands font défection. Les soldats flamands faits prisonniers le 28 mai 1940 sont libérés, les soldats wallons maintenus en captivité. L'attitude du roi enclenche la grave « Question royale ». Une Consultation populaire (sur le retour de Léopold III au pouvoir) durcit les oppositions. Au cours des événements de 1950 et 1960, la classe ouvrière wallonne, inquiète de la régression économique de la Wallonie, soucieuse de démocratie, intervient plus massivement.
À partir de 1970, Flandre et Wallonie (Bruxelles également), se taillent une large autonomie à la faveur du fédéralisme belge, sous la poussée de divers facteurs et acteurs. La survie même du pays est en jeu, même si les sentiments d'appartenance en Belgique et Wallonie révèlent que demeure un attachement à la Belgique, combiné au sentiment wallon (ou flamand) et européen.

## Politique

### Région wallonne
La Wallonie est représentée politiquement par la Région wallonne depuis 1980. Le 1er avril 2010, le Gouvernement wallon décide d'utiliser le terme Wallonie pour sa représentation politique et internationale. L’appellation Région wallonne continuera cependant d’être utilisée sur les actes officiels pour lesquels la législation prescrit cet usage.
Le Parlement de Wallonie composé de 75 députés élus directement au suffrage universel siège à Namur, joue le même rôle que tout parlement en matière législative. Il vote des décrets qui ont la même force juridique que les lois, il contrôle le Gouvernement wallon et agit dans le domaine des relations extérieures.
Le Service public de Wallonie (SPW) est la principale administration wallonne.
Comme le Québec, la Catalogne, la Flandre, la Californie ou la Bavière, la Wallonie bénéficie en matière de politique internationale, « de plus de ressources que de nombreux pays souverains ».
L'habitude des juristes belges de langue française est d'utiliser le terme « entités » pour désigner les différentes communautés et régions. Cependant, certains experts plaident pour que l'on utilise le terme « État » comme le militant wallon Jean-Marie Klinkenberg membre du Conseil supérieur de la langue française le faisait déjà en 1992 dans la revue Toudi, toutes ces suggestions ayant été finalement acceptées sauf celle-là. C'est aussi le cas de Jean Beaufays.

### Capitale
Namur est la capitale officielle de la Wallonie. Son choix par le mouvement wallon est le fruit d'une longue procédure. Au début, il s'agissait de Liège qui était devenue le centre moteur du Mouvement wallon et le siège de nombreuses institutions wallingantes comme le Congrès national wallon. Jean-Pol Hiernaux pour la notice sur la capitale wallonne dans l'Encyclopédie du Mouvement wallon relève que les militants « sont muets sur la question du choix d’une capitale pour la Wallonie. [...] Parfois, il n’est même pas certain qu’ils veuillent installer celles-ci en Wallonie ».
Le changement de cap commence à se faire selon Hiernaux entre le Congrès national wallon de 1905 qui préconisait pour leur Ligue national un siège qui « pourrait être fixé à Liége, comme capitale de la Wallonie » et celui de 1912 qui propose « la création d’un comité d’action wallonne [...] qui tiendra ses séances à Namur qui est la ville la plus centrale de la région wallonne ».
Même après la régionalisation de 1980 avec la deuxième réforme de l'État, la capitale de la Région wallonne n'est pas officiellement définie. Il faudra attendre le décret du 11 décembre 1986 instituant Namur capitale de la Région wallonne, renommé depuis 2010 en « capitale de la Wallonie et siège des institutions politiques régionales ».
Pour le Mouvement wallon qui longtemps ne s'est pas décidé, Jean-Pol Hiernaux écrit :
« Celui-ci reçoit, le 21 novembre 1991, la reconnaissance du Mouvement wallon avec le prix de la Fondation Maurice Bologne-Lemaire : la capitale de la Wallonie est enfin, de manière concrète et irréversible, ancrée en terre wallonne, au confluent de la Sambre et de la Meuse, dans la ville chère à François Bovesse, Félix Rousseau, Fernand Danhaive, Fernand Massart … et Joseph Grandgagnage, le créateur du mot Wallonie. »
Toutefois, cette ville ne remplit pleinement ce rôle que sur le plan politique. La réalité wallonne n'est pas centralisée et aucune ville ne domine nettement dans un domaine. Les autorités wallonnes ont officialisé cet état de fait par la désignation de « capitales » spécialisées : Mons pour la culture, Liège pour l'économie, Charleroi pour le social et Verviers pour l'eau. Ces désignations se concrétisent par l'installation d'administrations ou de sociétés de droit public dans ces villes, mais elles ne jouent pas ce rôle de manière exclusive.

### Proposition de constitution wallonne
Une proposition de décret spécial instituant une constitution wallonne a été déposé le 4 mai 2006 au Parlement de Wallonie. Son article Ier affirme que la Wallonie est une communauté d’hommes et de femmes dotée d’une histoire, d’une identité et d’une conscience collective. Le projet a été déposé par huit députés wallons du groupe parlementaire PS (34 sièges sur 75) et est discuté en Commission. Sur l'article Ier, qui peut représenter la vision du Mouvement wallon, certaines réserves peuvent s'exprimer (notamment de la part des Belges germanophones, qui représentent environ 2 % de la population wallonne). Les deux grands quotidiens wallons y sont favorables[réf. nécessaire], la presse bruxelloise est plus réticente[réf. nécessaire] de même que d'autres députés wallons[réf. nécessaire].

### Société en projet
Le mouvement wallon ne restreint pas la Wallonie à un territoire ou à une réalité institutionnelle avec la Région wallonne mais la considère comme une société :
« Il faut pour la Wallonie un projet de société global, c’est-à-dire qu’il faut considérer la Wallonie non pas comme un territoire d’État, non pas par la lorgnette de l’institutionnel, mais en tant que société. »
C’est ce qu’appuie Michel Quévit dans son rapport général La Wallonie, une société en projet du 1er congrès La Wallonie au futur en octobre 1987 qui pose la question de la capacité de la Wallonie à se forger une identité susceptible de rassembler la population autour d’un projet de société novateur :
« Si je devais résumer en quelques mots la finalité de ce congrès, je dirais sans hésiter que nos travaux ont voulu avant tout appréhender la Wallonie comme une Société en projet. »
José Fontaine fait le même constat en décelant dans l'absence de projet de société en Wallonie la cause principale du flottement de l’identité culturelle wallonne : « La Wallonie est une société sans projet avec une identité forcément floue qui découle de cette absence de projet d'une société pour elle-même ».

### Revendications dans le cadre belge
Après la reconnaissance du néerlandais comme langue nationale au même titre que le français, le mouvement wallon commence à revendiquer une séparation administrative pour garder un territoire unilingue au sud de la Belgique.

En jaune, la Wallonie proposée au Congrès wallon de 1905. En rouge, les limites de l'actuelle Région wallonne

Dès 1898 avec la loi Coremans-De Vriendt, Julien Delaitte la propose devant la Ligue wallonne de Liège. La même organisation organise le 1er octobre 1905 un congrès wallon où Delaitte défend l'installation de trois régions en Belgique : la Wallonie, la Flandre et le Brabant,.
En 1932, les revendications flamandes et wallonnes aboutirent à la fixation de la frontière linguistique séparant communes flamandes et wallonnes. On utilisa couramment le terme Wallonie pour désigner les territoires des diverses langues régionales romanes en Belgique (qui devinrent au fil du temps de plus en plus francophones, les langues régionales gardant une réelle vitalité), ainsi délimités y compris les extensions de la Province de Liège (Cantons de l'Est, annexés en 1919 par la Belgique aux termes du Traité de Versailles qui mit fin à la Grande Guerre : une partie de ce petit territoire annexé est la Wallonie malmédienne, l'autre constitue aujourd'hui la Communauté germanophone de Belgique).

Logo du Parlement de Wallonie siégeant à Namur

Dans les années 1960, l’économie wallonne, basée essentiellement sur le travail des métaux et l'extraction de la houille (métallurgie, sidérurgie, mécanique, charbonnage), donne de sérieux signes d’essoufflement. Les réformes structurelles nécessaires sont rendues difficiles par la structure unitaire de l’État belge. Dans le même temps la Flandre a réussi son envol, notamment en se tournant vers le commerce international, et ajoute à la prépondérance numérique qu'elle exerçait depuis longtemps le poids dominant de sa réussite économique. En 1970 et 1980, la marche au fédéralisme belge aboutit à la création de deux types d’entités fédérées, les Communautés et les Régions. Les Communautés bétonnent en 1970 les accords territoriaux de 1932 et de 1963, ce qui satisfait aux exigences flamandes axées sur le culturel et la défense de la langue. En 1980, après une décennie de combats, les Wallons obtiennent que les Régions soient également autonomes. Les Régions reçoivent l’autorité sur ce qui est territorial et économique (économie, environnement, énergie, agriculture, travaux publics, organisation des pouvoirs locaux, eaux et forêts, aménagement du territoire, urbanisme, voies fluviales etc.), et les communautés pour ce qui est culturel : enseignement, sport, médias publics, culture. Les Flamands font coïncider Région et Communauté. Les Wallons ont obtenu qu'une partie des matières culturelles (au sens large) soient confiées à la Wallonie (le tourisme, le patrimoine, une partie du sport, certains aspects de l'enseignement), et que les Régions soient les seules entités fédérées qui élisent directement leurs représentants dans les parlements autonomes respectifs, parlements aux compétences de plus en plus étendues (notamment, outre des compétences internes, la ratification des traités internationaux signés soit par la Wallonie, soit par la Belgique, comme en 2005 le Traité constitutionnel européen) ou plus récemment l'Accord économique et commercial global, et dont les pouvoirs obéissent (comme les Parlements des Communautés élus au second degré), à deux grands principes: les compétences exclusives et l'équipollence des normes.

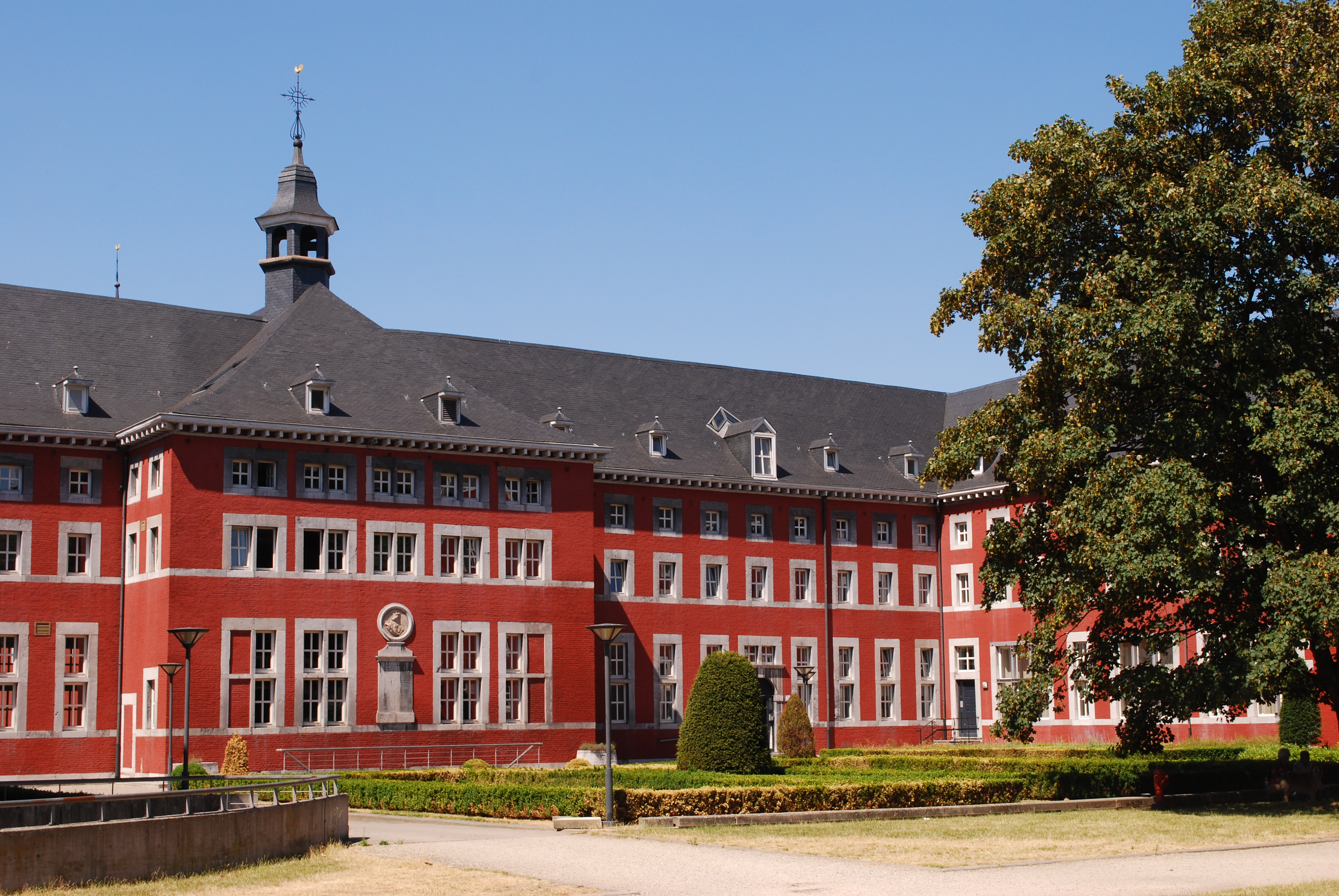
Conseil économique et social de Wallonie à Liège

La revendication d'une plus grande autonomie pour la Wallonie ne s'arrête pas là. Plusieurs mouvements, dont le Mouvement du Manifeste Wallon ou Wallonie Libre, revendiquent le transfert final et total de l'ensemble des compétences de la communauté française, c'est-à-dire de la culture, de l'éducation, de la recherche, des médias et du sport.

### Revendications hors du cadre belge

#### Rattachisme
Un courant rattachiste, ou comme l'appelle l'un de ses représentants, Paul-Henry Gendebien, le réunionisme, voit dans la Wallonie une terre appartenant à la République française, de par sa langue, ses habitants et leurs idées et l'estime majoritaire dans le mouvement wallon. Ce projet français spécifiquement pour la Wallonie connaît ses premières manifestations au sein du mouvement wallon en 1902 avec le comte Albert du Bois et son Catéchisme du Wallon dans lequel il affirme l'identité française des Wallons.
Dans les années 1960, le général de Gaulle lui-même déclare au professeur Robert Liénard : « J’ai la conviction que seule leur prise en charge par un pays comme la France peut assurer l’avenir à vos trois à quatre millions de Wallons ».
Ce courant resurgit avec les tensions croissantes entre Flandre et Wallonie au début du XXIe siècle. rendant la Belgique difficilement gouvernable : en 2010-2011, celle-ci doit attendre 541 jours la formation d'un nouveau gouvernement. Le Gewif (Groupe d’études pour la Wallonie intégrée à la France) promeut le rattachement depuis cette date.

#### Régionalisme européen
Certains fédéralistes wallons voient l'existence d'une Wallonie dans le cadre d'une Europe des régions. Des militants comme Jean Rey ou Fernand Dehousse ou des associations du mouvement wallon comme Wallonie, Région d'Europe ont revendiqué une implication des Régions dans le processus décisionnel européen. C'est dans cet engagement européen qu'est créé le 15 juin 1985 à Louvain-la-Neuve un projet porté par Edgar Faure et Fernand Dehousse : le Conseil des Régions d'Europe qui deviendra en 1987 l'Assemblée des régions d'Europe et à laquelle participe la Wallonie depuis le début.
Ce projet d'une Wallonie intégrée dans un espace européen régionalisé est toujours promu : l'Institut Jules Destrée organise à Liège du 20 au 23 septembre 1995 un séminaire appelé La Wallonie, une Région en Europe pour défendre ce point de vue et y sensibiliser le public. Philippe Suinen, militant wallon et directeur général du Ministère des Relations Extérieures de la Région wallonne, est par exemple un fervent défenseur de cette vision européenne de la Wallonie.
Philippe Destatte estime dans son livre L'identité wallonne que la construction européenne est aujourd'hui un des moteurs du mouvement wallon.
Au début des années 2000, le ministre-président de la Région wallonne Jean-Claude Van Cauwenberghe, avec son équivalent catalan Jordi Pujol, fait du lobbying visant à asseoir « l'Europe des régions face à l'Europe des États-nations ».

## Symboles

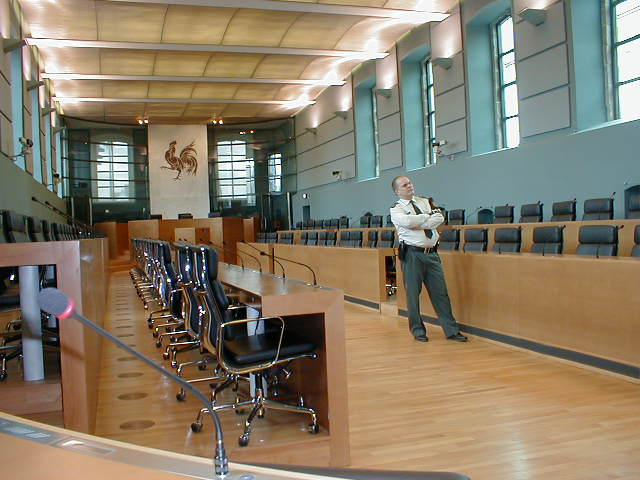
Le coq wallon derrière la présidence du Parlement de Wallonie.

L'émergence d'une idée identitaire wallonne et d'un mouvement wallon organisé a produit différents symboles et manifestations célébrant la Wallonie. Le symbole principal est le coq hardi ou coq hardy qui est très largement utilisé, particulièrement pour les drapeaux. Il fut choisi par l'Assemblée wallonne le 20 avril 1913 et formalisé la même année par le peintre Pierre Paulus.
En 1998, le Parlement wallon fixe les emblèmes et manifestations officiels de la Région wallonne dont les armoiries, le drapeau, l'hymne et la fête. La Communauté française de Belgique ne reprendra que les armoiries et le drapeau. Voici, dans ce cadre, une vidéo de la présentation de l'« état de la Wallonie » par le ministre-président Paul Magnette, le 2 mai 2017, lors d'une des réunions quotidiennes de l'Assemblée, avec les opinions des groupes de l'opposition parlementaire.

### Drapeau
Le drapeau de la Wallonie, principal symbole wallon, est familièrement appelé coq hardi ou encore « coq wallon ». Il est également l'emblème de la Région wallonne et celui de la Communauté française de Belgique. Il est composé d'un coq hardi (c'est-à-dire patte droite levée et bec clos) rouge sur fond jaune. Ces couleurs prennent leur origine de la ville de Liège. Il est également utilisé par le Mouvement wallon.

### Armoiries
Les armoiries de la Wallonie ont été adoptées dans leur forme actuelle en 1998 par un décret du Parlement wallon. La version originelle des armoiries datait de 1913.

### Hymne
Un hymne, Le Chant des Wallons, écrit par Théophile Bovy en 1900 et mis en musique en 1901 par Louis Hillier, fut adopté en 1998 par le Parlement wallon. Contrairement au drapeau ou à la fête, cet hymne ne fut pas adopté en 1913 par l'ancienne Assemblée wallonne.

### Fête

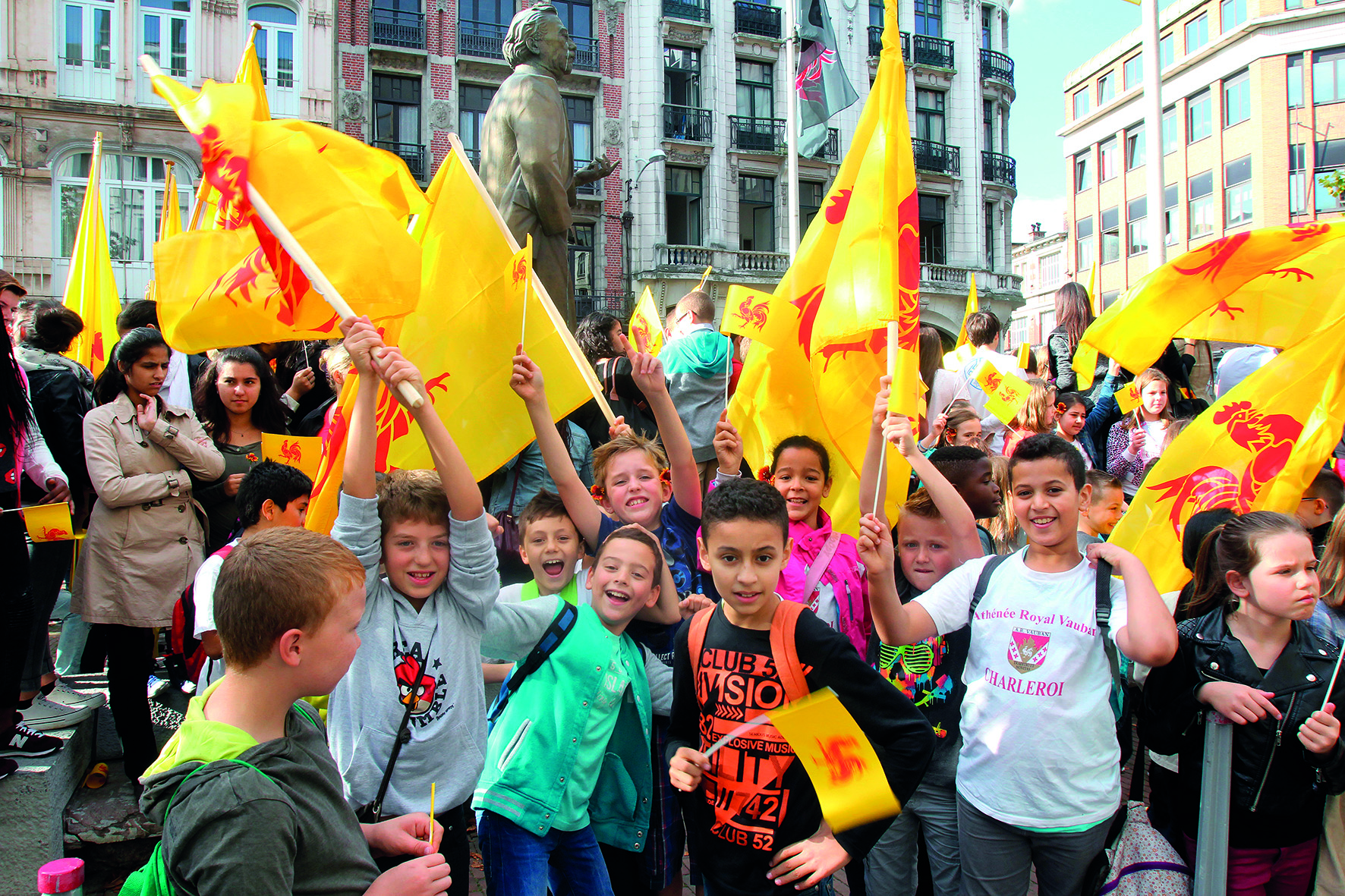
Enfants de Charleroi aux fêtes de Wallonie de 2014, autour de la statue de Jules Destrée

La Fête de la Wallonie (Fêtes de Wallonie ou plus simplement les Wallos) est célébrée le troisième dimanche de septembre. Elle commémore la participation des Wallons à la révolution belge de 1830. La première eut lieu à Verviers le 21 septembre 1913.

### Fleur
L'Assemblée wallonne choisit la Gaillarde comme fleur-emblème de la Wallonie, le 29 mars 1914, à la suite d'une proposition du groupe des Femmes de Wallonie et de sa présidente Léonie de Waha.
Le 3 décembre 2015, le Parlement de Wallonie adopte officiellement la gaillarde comme fleur-emblème de la Région.

### Devise
Il existe également une devise de la Wallonie qui est « Wallon toujours » (« Walon todi » en wallon).

## Culture

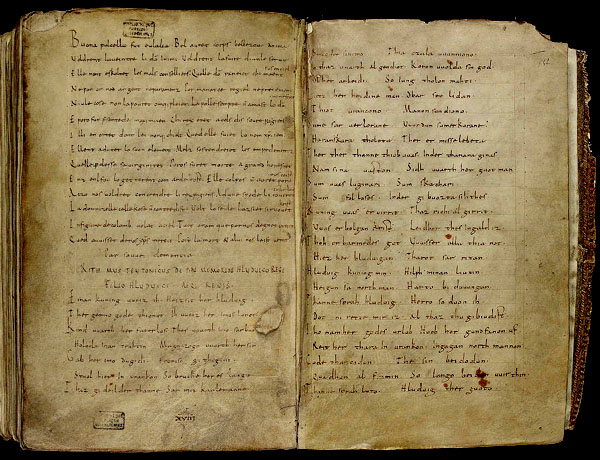
Cantilène de sainte Eulalie, premier texte littéraire « français », de 880 ou 881. Il amalgame langues endogènes (ou préfigurations) de la Wallonie actuelle, soulignant son appartenance romane. Texte suivi d'un texte en ancien allemand, le Ludwigslied

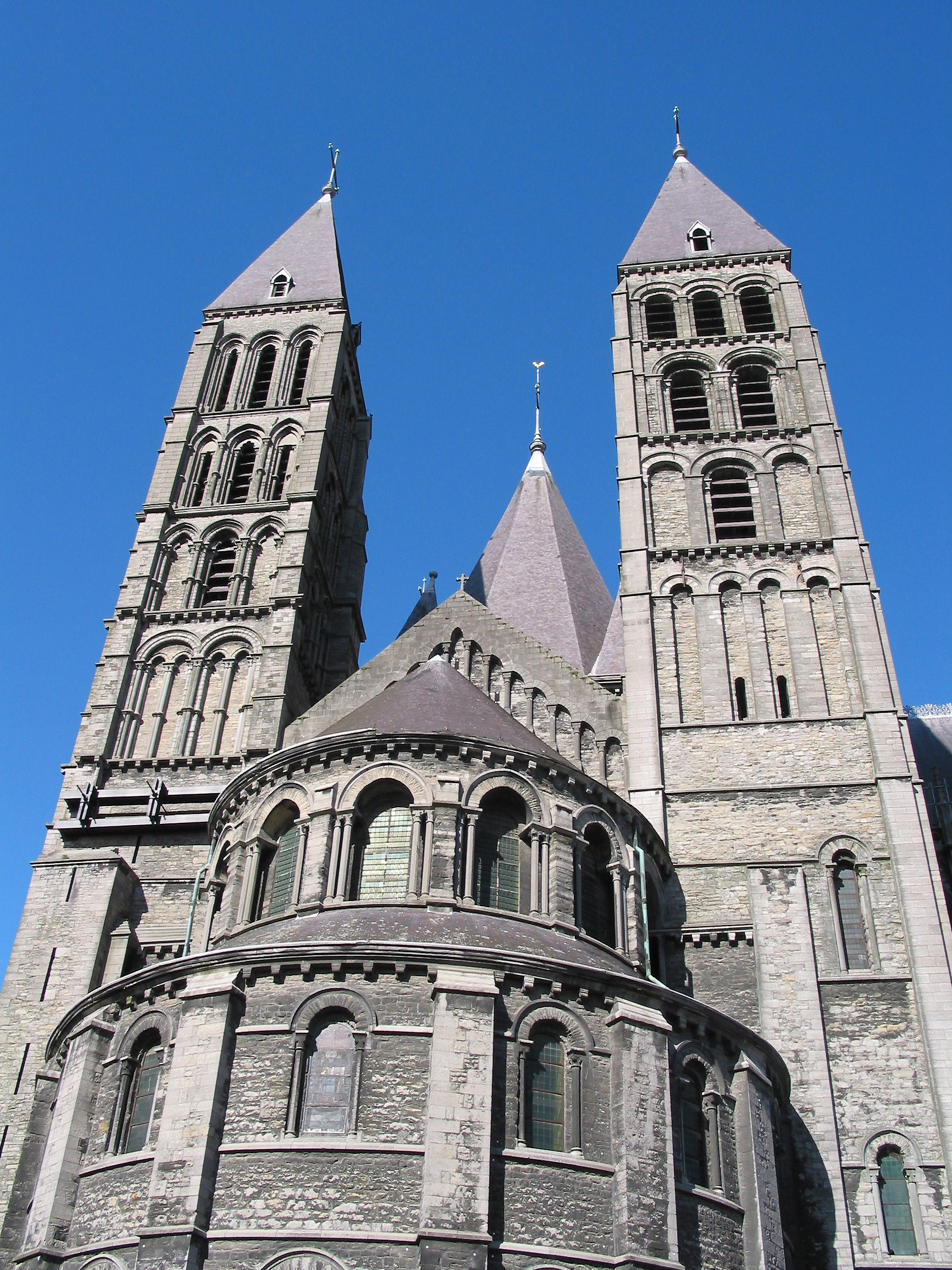
Tournai (Région wallonne), la cathédrale Notre-Dame

Les matières culturelles sont de la compétence de la Communauté française de Belgique. Ce terme ne désigne pas une institution représentant les Français résidant en Belgique, mais bien une entité fédérée compétente dans le domaine de la culture et de l'enseignement dans les régions de langue française (y compris la région bilingue de Bruxelles-Capitale). La Communauté française siège à Bruxelles et assure une certaine solidarité entre francophones de la Région wallonne et francophones de Bruxelles.
Certains politiciens wallons souhaiteraient que les compétences de la Communauté soient transférées à la Région, mais il est incertain de savoir quel support ce type de projet aurait auprès de la population. Plusieurs sondages ont été publiés dont celui du CLEO dans les années 80 publié par Toudi et d'autres se succédant dans le temps.
Il existe enfin un courant important en Wallonie qui est proche du Manifeste pour la culture wallonne et de ce que les Québécois appellent la culture québécoise, soit une volonté de considérer la Wallonie comme émancipée culturellement tant de la Belgique que de la France.
Les sentiments peuvent se mélanger et les sentiments d'appartenance en Belgique et Wallonie, de Belgique et de Wallonie, se retrouver confondus chez la même personne, voire renforcés l'un par l'autre. Il est possible d'affirmer une culture de la Wallonie tant sur le plan du Patrimoine que de la création contemporaine (BD, cinéma, peinture) et d'attribuer en ce sens des œuvres à des Wallons puisque les habitants de la Wallonie actuelle portent ce nom depuis environ six siècles, même si aucune entité politique ne correspondait à cet ensemble de Wallons territorialement plus large que l'actuelle Wallonie.
Voir aussi : Liste des ministres de la culture en Belgique francophone.

### Langues
- Plus de 96 % des communes de la Région wallonne (253 sur 262) ont comme langue officielle unique le français. Elles représentent 98 % de la population de la Région wallonne. Parmi celles-ci, quatre d'entre elles organisent des facilités linguistiques pour leurs habitants usant du néerlandais : Comines-Warneton (Komen-Wasten), Enghien (Edingen), Flobecq (Vloesberg), Mouscron (Moeskroen). Trois accordent des facilités en allemand et en néerlandais uniquement en matière d’enseignement (les facilités en matière administrative pourraient théoriquement être demandées par le conseil communal et approuvées par un arrêté royal, et ensuite par une loi) : Baelen, Plombières (en allemand : Bleyberg), Welkenraedt. Deux organisent des facilités en allemand : Waimes (en allemand : Weismes), Malmedy.
- Les 9 communes germanophones de la Région wallonne organisent toutes des facilités en français pour leurs habitants francophones : Amblève (en allemand : Amel), Bullange (en allemand : Büllingen), Burg-Reuland, Bütgenbach (parfois sans umlaut en français, soit : Butgenbach), Eupen, La Calamine (en allemand : Kelmis), Lontzen, Raeren, Saint-Vith (en allemand sans trait d'union : Sankt Vith ou St. Vith). Ces 9 communes forment la région linguistique de langue allemande et comprennent 2 % de la population de la Région wallonne. Celles-ci et les communes de Waimes et Malmedy forment une région dénommée Cantons de l’Est, soit les territoires prussiens annexés par la Belgique en 1919 à la suite du Traité de Versailles.

Les langues régionales de Wallonie

- La langue régionale des 253 communes de la Région wallonne est principalement le wallon qui est resté jusqu'à la Première Guerre mondiale la langue parlée par la majorité de la population en Belgique romane. La littérature wallonne existe depuis le XVIe siècle ou le début du XVIIe siècle et a connu son « âge d'or », à la fin du XIXe siècle.
- D'autres langues régionales existent : le picard est parlé dans le triangle Mons-Ath-Mouscron, soit une grande partie du Hainaut, le lorrain (ou gaumais) en Gaume (la région de Virton), et le champenois sous sa forme ardennaise dans trois petits villages dont Sugny. Dans quelques communes proches de la Flandre, de l'Allemagne ou du Luxembourg, des langues régionales germaniques comme le luxembourgeois dans l'arrondissement d'Arlon (arlonais) et le canton de Saint-Vith ; les dialectes flamand oriental, flamand occidental et limbourgeois sont encore pratiqués, par quelques personnes ou villages selon l'endroit. L'Union culturelle wallonne a comme objectif la défense du wallon, du picard, du lorrain, du champenois et du francique (ou luxembourgeois). . Elle fait partie de l'AIDLCM (l'association internationale des langues et cultures menacées), .
- Les langues de l'immigration — surtout l'italien — ont une importante place, comme dans tous les pays du monde, mais le français est la seule langue qui soit actuellement comprise et parlée par la très grande majorité de la population wallonne.
- 15 % des francophones (en 2011) parlent le néerlandais en seconde langue.

### Artisanat
- Cristalleries du Val-Saint-Lambert
- Dinanderie (travail du cuivre) à Dinant
- Champlevé mosan
- Dentelle au point de Binche
- Grès de La Roche-en-Ardenne
- Poterie de Bouffioulx
- Les objets en étain des Potstainiers hutois (Huy)
- Porcelaine de Tournai

### Traditions et folklore

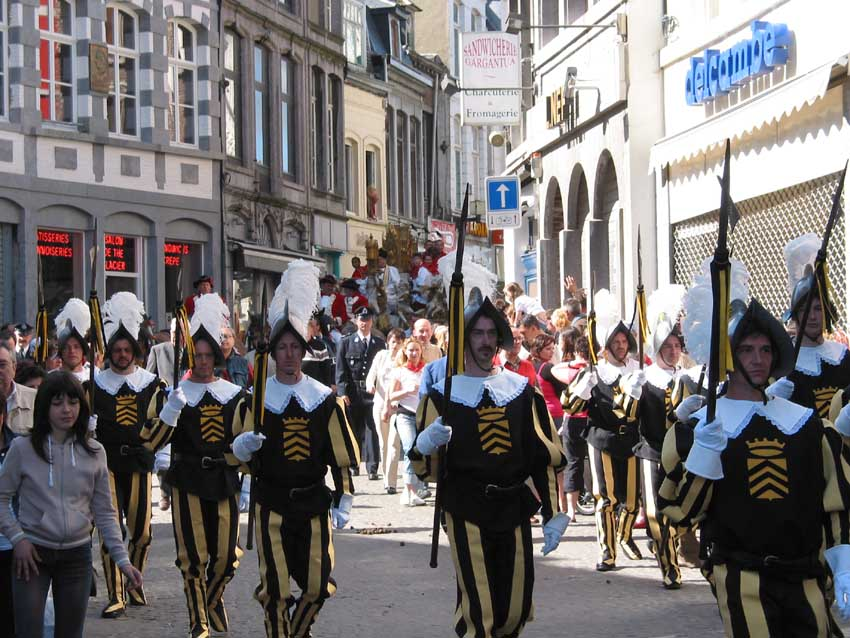
La ducasse de Mons

- Le carnaval de Binche et ses Gilles, classé par l'UNESCO comme chef-d'œuvre du patrimoine culturel immatériel de l'humanité.
- Les carnavals dans les Cantons de l'Est, Malmedy, Eupen, La Calamine...)
- La cavalcade de Herve
- Les Marches de l'Entre-Sambre-et-Meuse classées par l'UNESCO comme chef-d'œuvre du patrimoine culturel immatériel de l'humanité.
- La ducasse d'Ath
- La ducasse de Mons
- Les défiles de Géants lors des carnavals
- La Fête du 15 août en Outremeuse à Liège
- Les festivités du 15 août à Pommerœul
- Les feux de la Saint-Jean à Mons
- Les joutes sur échasses de Namur : les Échasseurs de Namur[72]
- Les macrales (sorcières) de Vielsalm (Luxembourg), Tilff (Liège), Hélécine (Brabant wallon), Évelette (Namur) et Ellezelles (Hainaut).
- Les Lætare de Fosses-la-Ville et ses Chinels, de Stavelot et ses Blancs moussis, de Tilff et ses Porais et des Ours à Andenne.

### Gastronomie

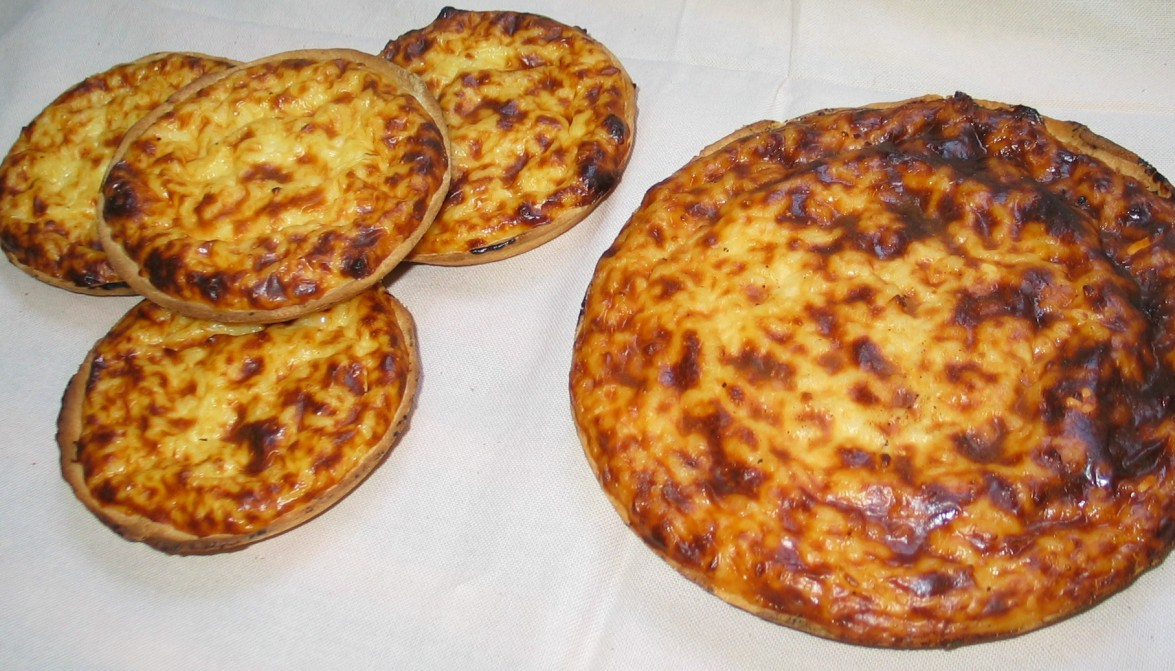
Des tartes au riz.

## Sport

### Sport masculin
En Wallonie, tout comme en Flandre et à Bruxelles, le football est le sport le plus populaire. Trois clubs wallons évoluent en Jupiler Pro League : le KAS Eupen, le R Charleroi SC et le Standard de Liège. Ce dernier a remporté à dix reprises le championnat et est souvent un des représentants du football belge en Europe.
En basket-ball, deuxième sport collectif en Belgique, les Wallons affichent deux clubs en première division : l'Union Mons-Hainaut et le Spirou Charleroi.
En volley-ball, un des sports les plus pratiqués dans les écoles de Belgique, seul le VBC Waremme est engagé dans l'élite.
En handball, ce sont les Liégeois qui se distinguent le plus avec deux clubs engagés pour la saison 2014-2015, à savoir le l'Union beynoise et le HC Visé BM.
| Club                    | Sport            | Ligue                                                           | Stade/enceinte                  | Date de fondation |
| ----------------------- | ---------------- | --------------------------------------------------------------- | ------------------------------- | ----------------- |
| Standard de Liège       | football         | Championnat de Belgique de football (Jupiler Pro League)        | Stade Maurice Dufrasne          | 1898              |
| R Charleroi SC          | football         | Championnat de Belgique de football (Jupiler Pro League)        | Stade du Pays de Charleroi      | 1904              |
| Royal Excel Mouscron    | football         | Championnat de Belgique de football (Jupiler Pro League)        | Le Canonnier                    | 1921              |
| KAS Eupen               | football         | Championnat de Belgique de football (Jupiler Pro League)        | Kehrweg                         | 1945              |
| Spirou Charleroi Basket | basket-ball      | Championnat de Belgique et des Pays-Bas (BNXT League)           | Le Dôme                         | 1989              |
| Belfius Mons-Hainaut    | basket-ball      | Championnat de Belgique et des Pays-Bas (BNXT League)           | Mons arena                      | 1959              |
| Liège Basket            | basket-ball      | Championnat de Belgique et des Pays-Bas (BNXT League)           | Country Hall Ethias             | 1967              |
| RBC Verviers-Pepinster  | basket-ball      | Championnat de Belgique et des Pays-Bas (BNXT League)           | Halle du Paire                  | 1938              |
| VBC Waremme             | volley-ball      | Ligue A                                                         | Hall omnisports Edmond Leburton | 1999              |
| ASUB Waterloo           | rugby à XV       | Championnat de Belgique de rugby à XV (Bofferding Rugby League) | Complexe sportif du Pachy       | 1959              |
| RFC Liège               | rugby à XV       | Championnat de Belgique de rugby à XV (Bofferding Rugby League) | Complexe de Naimette-Xhovémont  | 1958              |
| RC Frameries            | rugby à XV       | Championnat de Belgique de rugby à XV (Bofferding Rugby League) | Stade Louis Piérard             | 1966              |
| RC Soignies             | rugby à XV       | Championnat de Belgique de rugby à XV (Bofferding Rugby League) |                                 | 1973              |
| HC Visé BM              | handball         | Division 1                                                      | Hall omnisports de Visé         | 1988              |
| Union beynoise          | handball         | Division 1                                                      | Hall Omnisports Edmond Rigo     | 1921              |
| EHC Tournai             | handball         | Division 1                                                      | Hall des Sports de la C.E.T.    | 1974              |
| Bulldogs de Liège       | hockey sur glace | Ligue Belge de Hockey                                           | Patinoire de Liège              | 1997              |
| Waterloo Ducks          | hockey sur gazon | Division d'Honneur                                              |                                 | 1950              |

### Sport féminin
| Club                 | Sport       | Ligue       | Stade/enceinte                                     | Date de fondation |
| -------------------- | ----------- | ----------- | -------------------------------------------------- | ----------------- |
| Standard de Liège    | football    | BeNe League | Académie Robert Louis-Dreyfus                      | 1971              |
| BC Namur-Capitale    | basket-ball | Division 1  | Hall Octave Henry                                  | 2010              |
| Fémina Visé          | handball    | Division 1  | Hall Omnisports de Visé                            | 1986              |
| Royal Castors Braine | Basket-ball | Division 1  | salle André Renauld, complexe sportif Gaston Reiff | 1939              |

### Principaux événements annuels

#### Cyclisme
- Liège-Bastogne-Liège
- Flèche wallonne
- Flèche wallonne féminine

#### Sports mécaniques
- Rallye du Condroz-Huy (rallye automobile)
- Boucles de Spa (rallye automobile)
- 24 Heures de Spa (Voiture de tourisme)
- Grand Prix automobile de Belgique (Formule 1)
- Grand Prix moto de Belgique (Motocyclette)

#### Athlétisme
- Cross Cup

### Sportifs
- François Duval (rallye automobile)
- Thierry Neuville (rallye automobile)
- Axel Witsel (football)
- David Goffin (tennis)
- Eden Hazard (football)
- Daniel Van Buyten (football)
- Sébastien Pocognoli (football)
- Guillaume Gillet (football)
- Philippe Gilbert (cyclisme)
- Thomas Cauwenberghs (handball)
- Jean Mossoux (handball)
- Joël Robert (motocross)
- Jean-Michel Saive (tennis de table)
- Olivier Rochus (tennis)
- Enzo Scifo (football)
- Justine Henin (tennis)
- Lionel Cox
- Nafissatou Thiam (athlétisme)

## Personnalités liées à la Wallonie
Patrimoine mondial de l'UNESCO :
- Cathédrale de Tournai ;
- Beffrois de Belgique et de France ;
- Ascenseurs à bateaux du Canal du Centre ;
- Minières néolithiques de silex de Spiennes ;
- Sites miniers majeurs de Wallonie ;
- Grandes villes d'eaux d'Europe.

Patrimoine majeur :
- Champ de Bataille de Waterloo ;
- Pairi Daiza ;
- Citadelle de Namur ;
- Château de Bouillon.

Patrimoine naturel majeur :
- Ardenne ;
- Hautes Fagnes ;
- Domaine des grottes de Han.

Musée :
- Grand Curtius ;
- Trésor d'Hugo d'Oignies ;
- Musée de la photographie à Charleroi ;
- Préhistosite de Ramioul ;
- Musée royal de Mariemont.

La Wallonie compte 42 maisons du tourisme réparties sur son territoire.

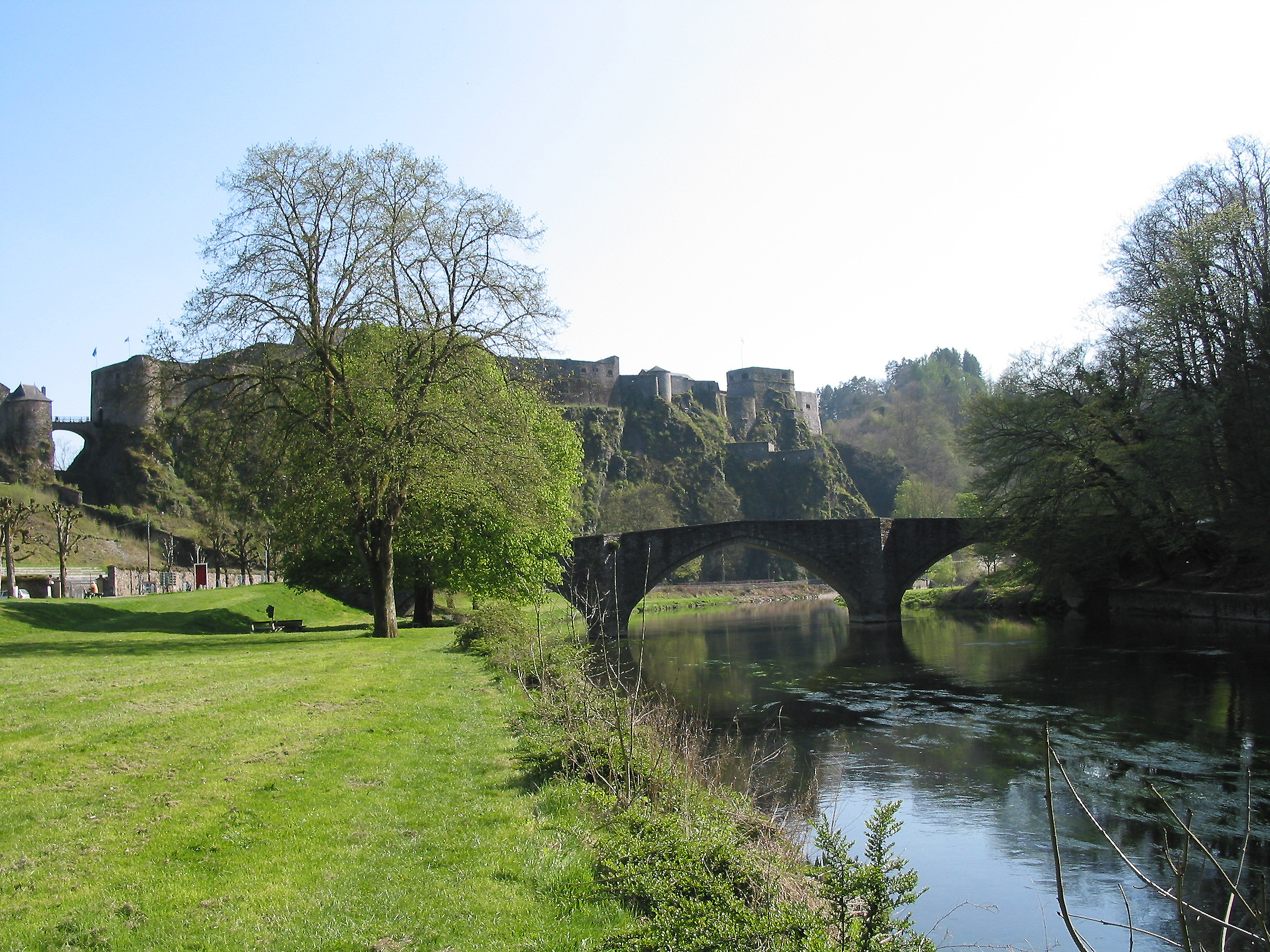
Bouillon, la Semois, le vieux pont et le château-fort.
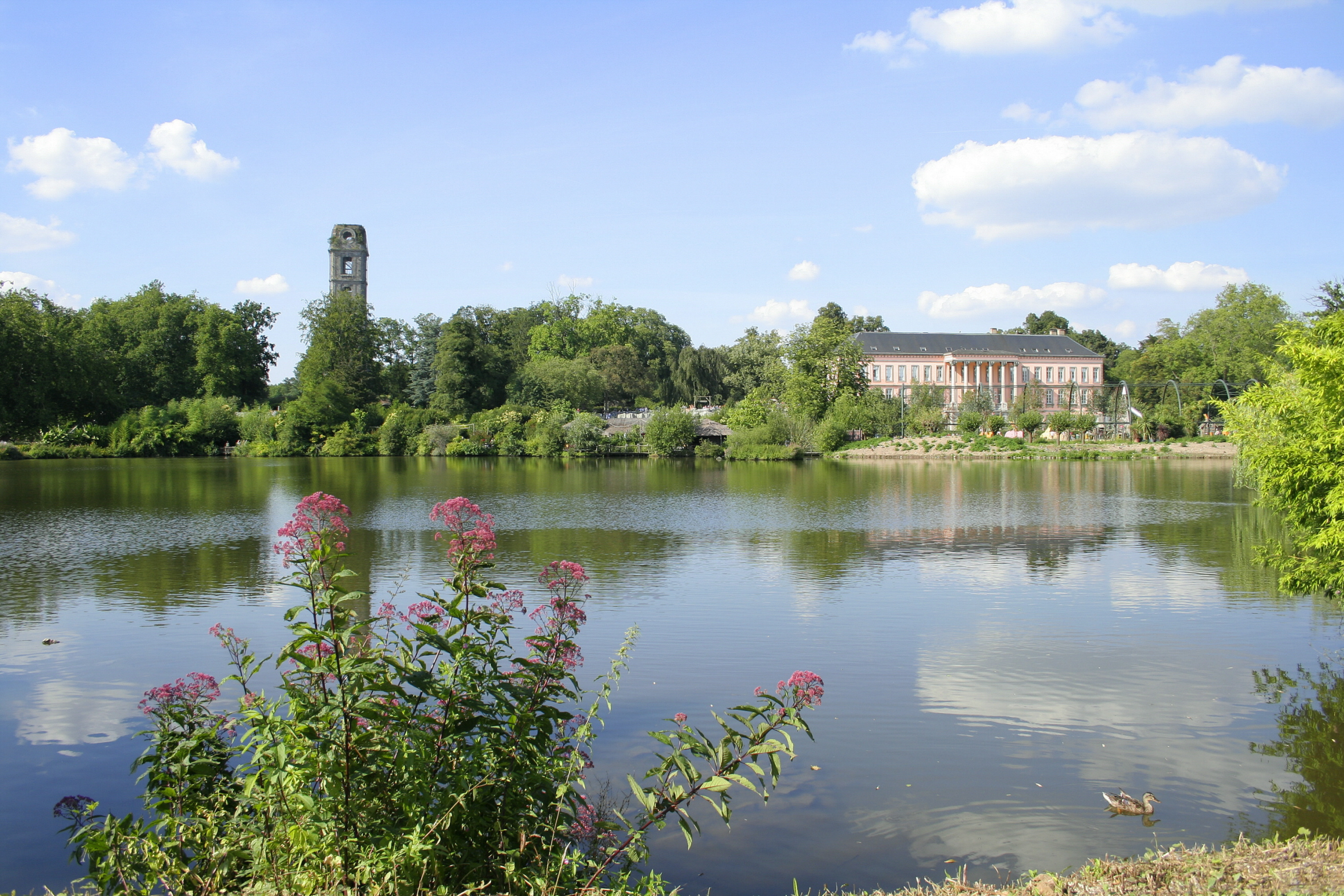
Le parc de l'ancienne abbaye de Cambron-Casteau.
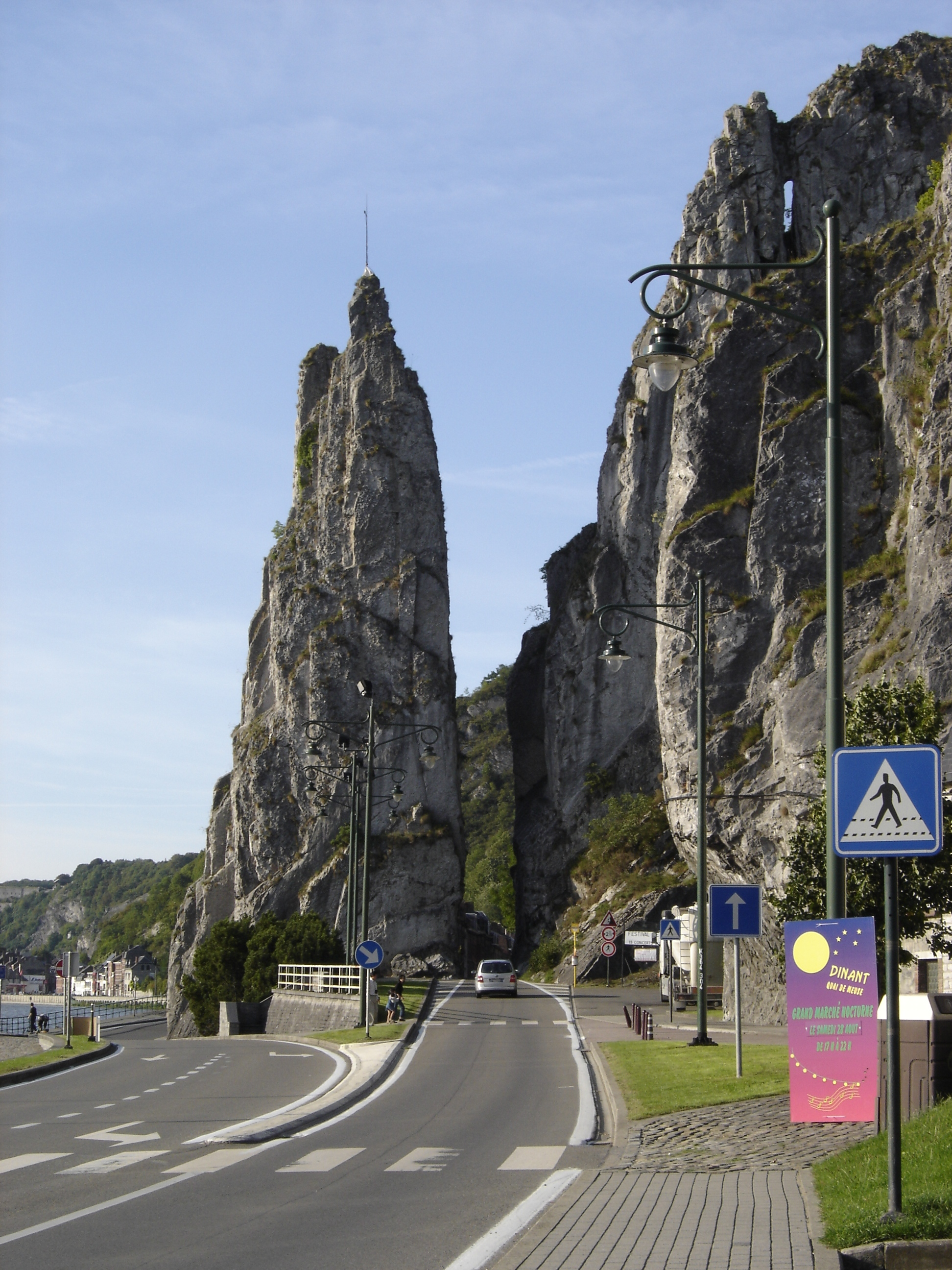
Le rocher Bayard de Dinant vu d'Anseremme.
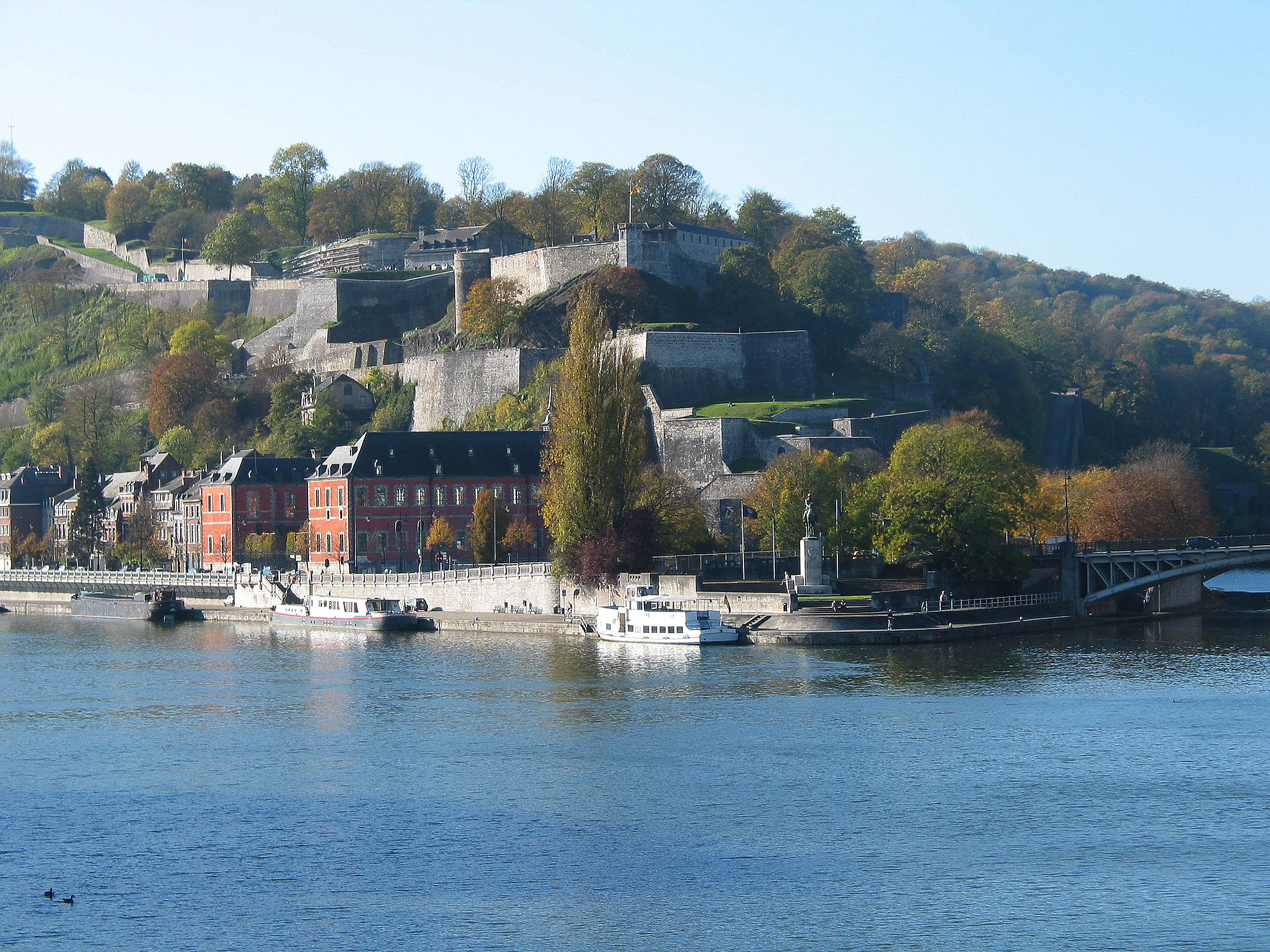
La citadelle de Namur.
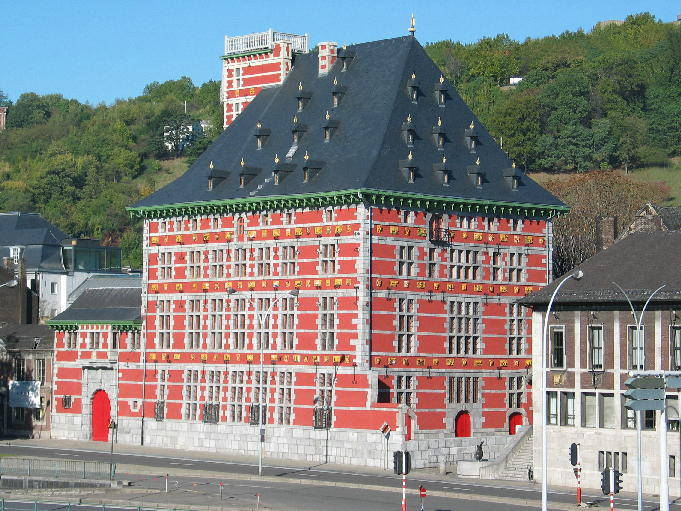
Le Musée Curtius de Liège.
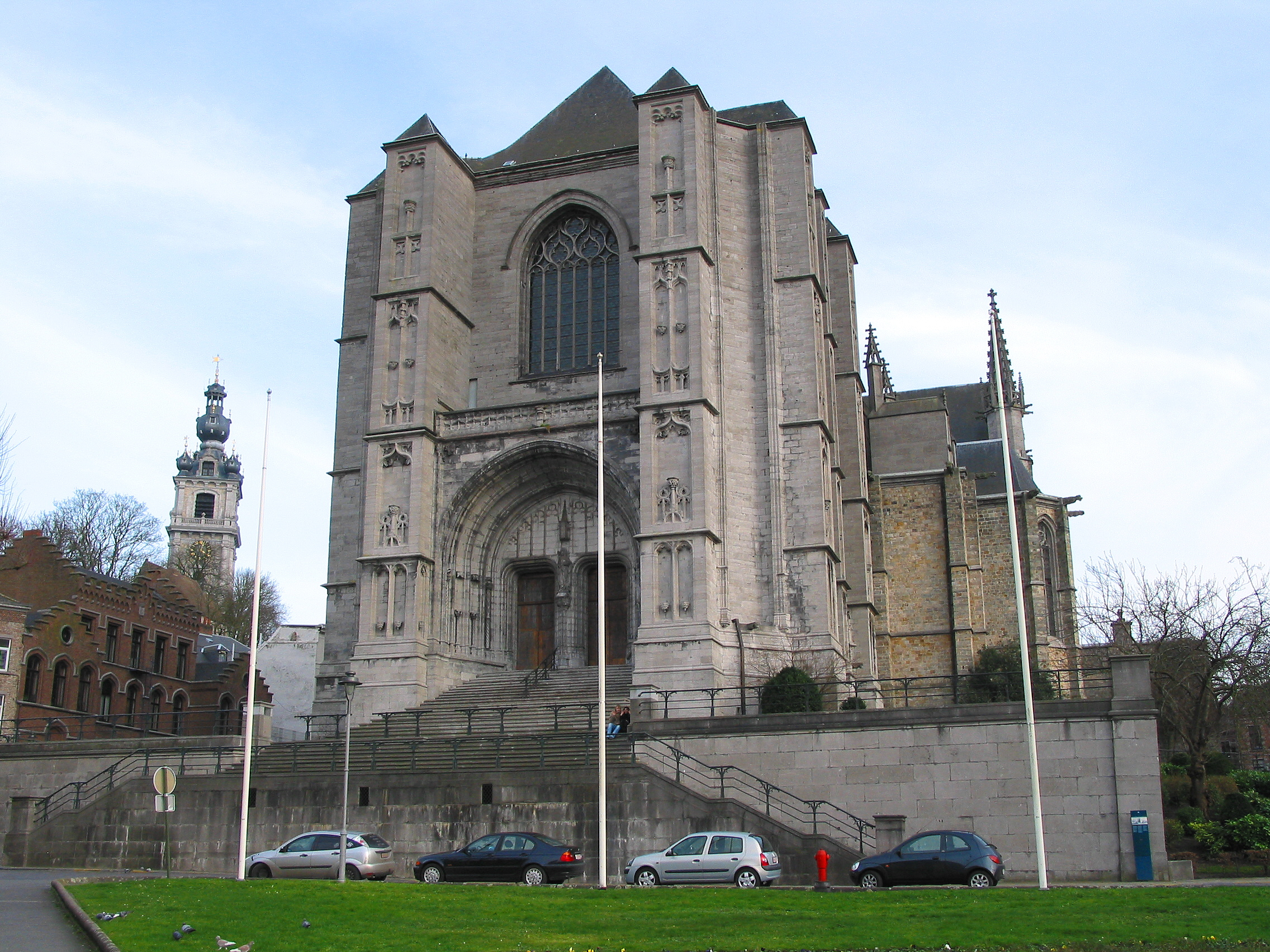
La Collégiale Sainte-Waudru de Mons.
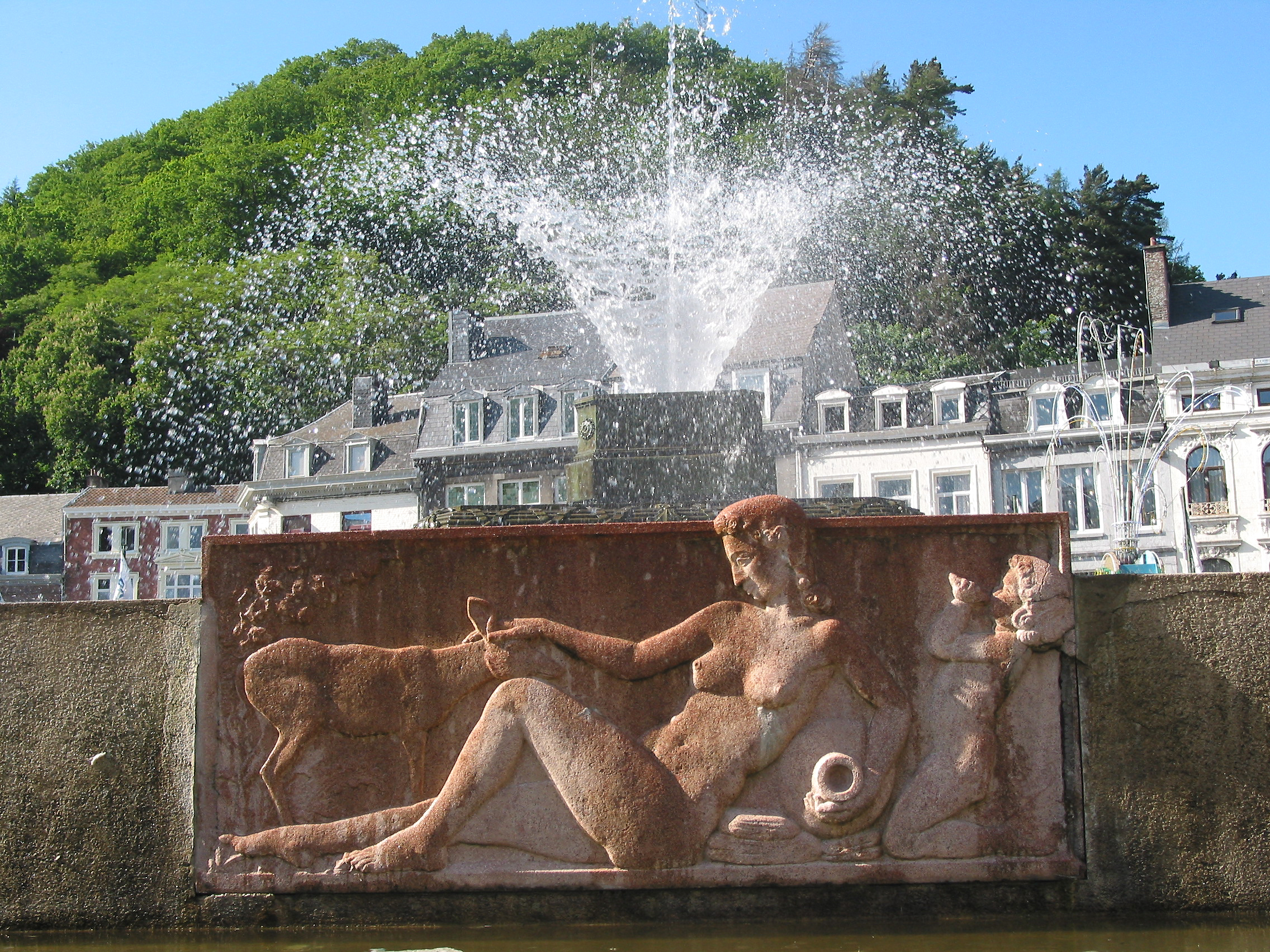
Les jardins du casino de Spa.
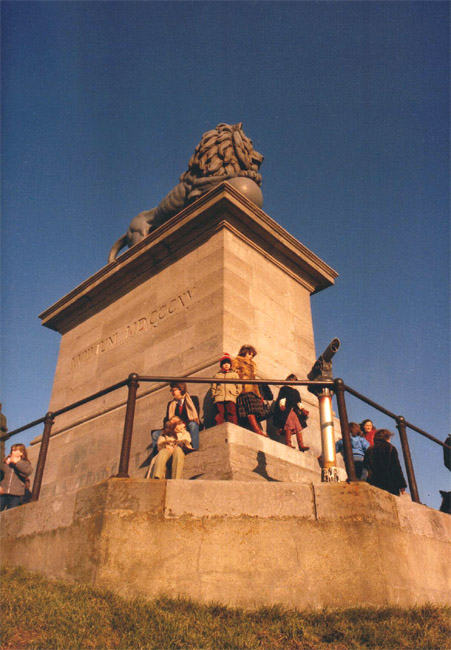
La butte du champ de bataille de Waterloo.